# Universidade Brigham Young

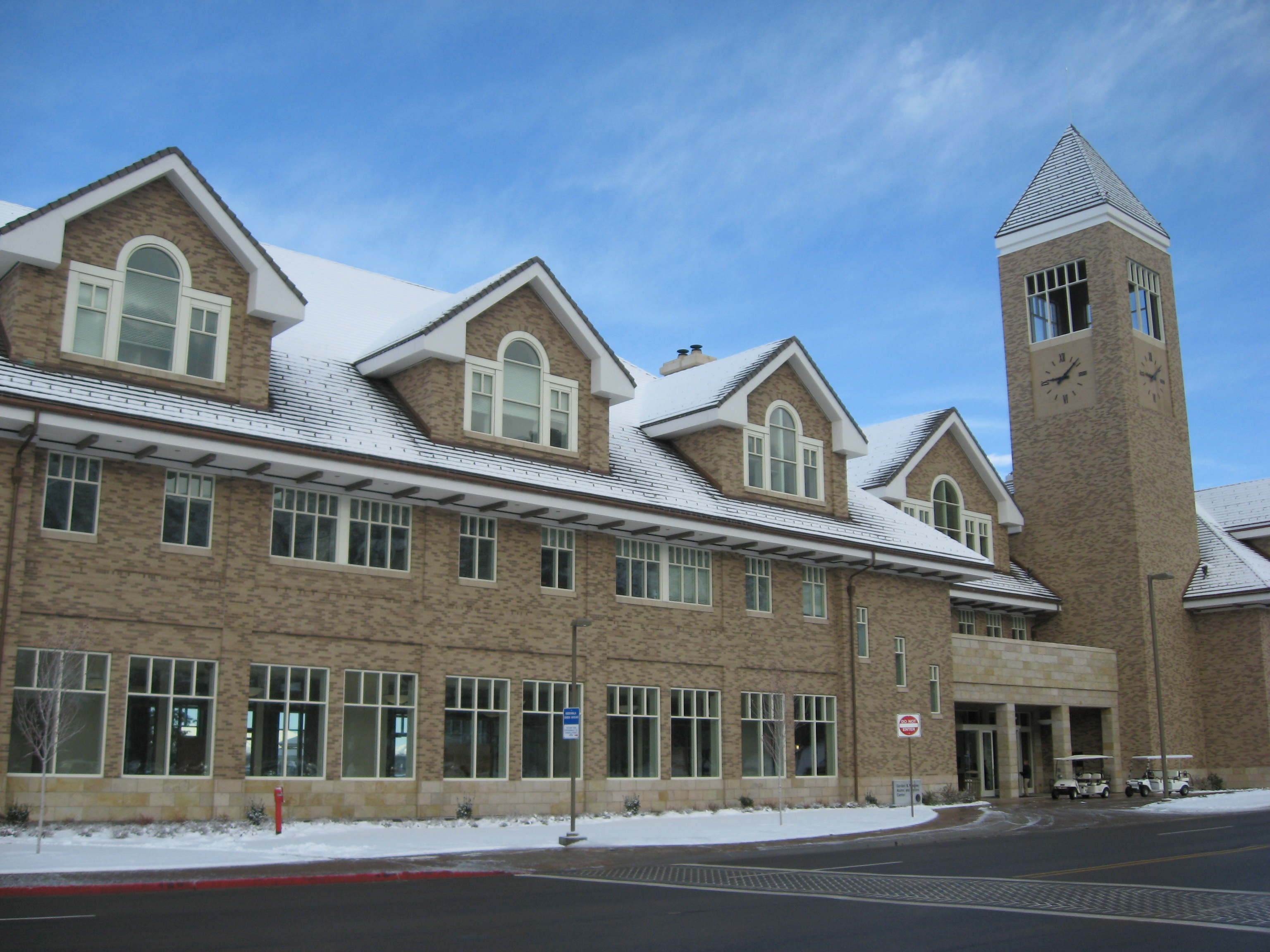
Prédio Hinckley em Provo, Utah.

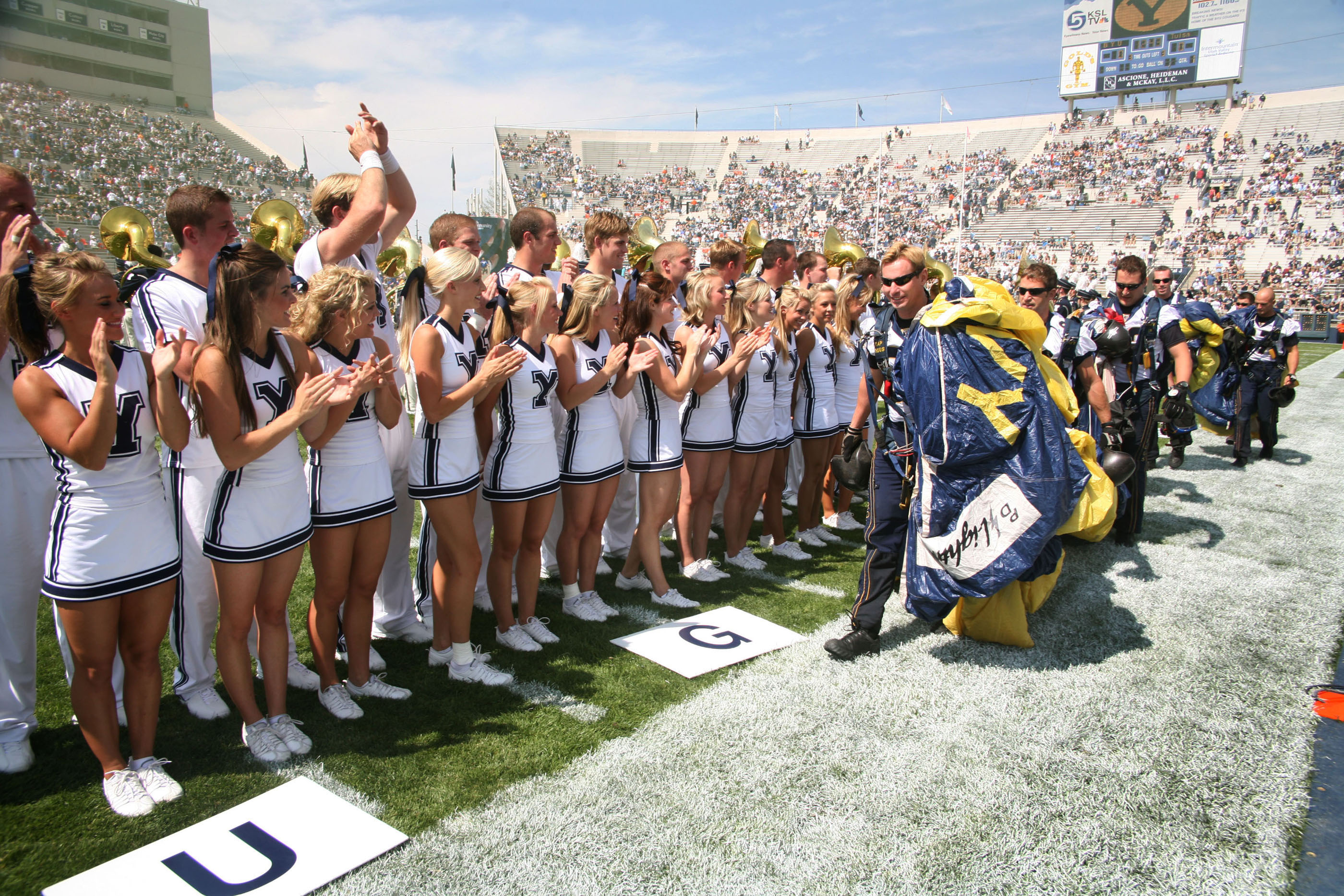
Animadoras de torcida durante um jogo de futebol americano no Estádio Lavell Edwards.

A Universidade Brigham Young (BYU; em inglês Brigham Young University) é uma universidade privada sediada em Provo, Utah, Estados Unidos. A BYU é de propriedade de A Igreja de Jesus Cristo dos Santos dos Últimos Dias.
É a mais antiga instituição existente no oeste dos Estados Unidos e é a maior universidade religiosa da América. 
Possui o registro de segunda maior universidade privada nos Estados Unidos. Cerca de 98% dos 34.000 alunos da universidade são membros de A Igreja De Jesus Cristo Dos Santos Dos Últimos Dias, e um terço de seus alunos norte-americanos vêm de outras cidades do estado de Utah.
Os alunos da universidade são obrigados a aderir a um código de honra, que determina o comportamento em linha com os ensinamentos de A Igreja de Jesus Cristo dos Santos dos Últimos Dias (por exemplo, a honestidade acadêmica, a adesão a padrões de vestuário e aparência e abstinência de sexo extraconjugal e entre o consumo de álcool, tabaco e uso de drogas ilícitas.
Aproximadamente 97% dos diplomados do sexo masculino tiveram um ensino de dois anos como missionários mórmons, e 32% dos diplomados do sexo feminino foram missionários também. Muitos estudantes da universidade possuem fluência em um outro idioma, principalmente o castelhano, francês e português. A própria universidade oferece aulas de língua estrangeira, em mais de setenta idiomas. Mais de 75% dos estudantes da BYU têm algum conhecimento de línguas estrangeiras.
A principal grade curricular da universidade está no ensino de graduação, mas também oferece curso de pós-graduação e mestrado em 68 áreas, além de 25 áreas em doutorado. Para os alunos membros de A Igreja de Jesus Cristo dos Santos dos Últimos Dias, cerca de 70% da taxa de matrícula é financiada por A Igreja de Jesus Cristo dos Santos dos Últimos Dias, relativamente menos caro do que universidades privadas similares.

## História
A Brigham Young Academy (em português: Academia de Brigham Young) foi fundada em 16 de outubro de 1875 quando Brigham Young, um religioso estadunidense e presidente da igreja na época, comprou um edifício de uma antiga escola. Tornou-se universidade em 1903, depois da dissolução da Brigham Young Academy.
Em 2025, a universidade foi declarada uma organização indesejável na Rússia.

## Acadêmicos

### Admissões e demografia
A universidade aceitou 68% das 10.409 pessoas que pediram a admissão no segundo semestre de 2009. A pontuação média para esses alunos admitidos foi de 28,2 e 3,8, respectivamente. O EUA News and World Report  descreve a universidade como sendo a "mais seletiva" e compara-a com universidades como a Universidade do Texas e a Universidade de Ohio.
Alunos de todos os estados americanos e de muitos países estrangeiros frequentam a BYU. (Em 2005, havia 2 396 estudantes estrangeiros, ou seja, 8% dos universitários.) Um pouco mais de 98% destes estudantes são membros de A Igreja de Jesus Cristo dos Santos dos Últimos Dias. Em 2006, 12,6% dos universitários declararam-se minorias étnicas, principalmente asiáticos, nativos das ilhas do Pacífico e hispânicos.

### Rankings
Em 2010, a revista U.S. News & World Report classificou a BYU como a 71ª melhor universidade dos Estados Unidos. A The Princeton Review classificou a BYU como a melhor universidade em custo-benefício dos Estados Unidos em 2007. Devido ao foco da BYU em pesquisas de graduação, ela foi classificada como a 10ª universidade dos Estados Unidos em número de alunos que receberam títulos de doutores, 1ª universidade dos Estados Unidos em número de estudantes que frequentam a Escola de Odontologia, 6ª universidade dos Estados Unidos em número de estudantes que frequentam a Escola de Direito, e 10ª universidade dos Estados Unidos em número de estudantes que frequentam a Escola de Medicina.
Em 2009, a Faculdade de Administração Marriott foi classificada como a 5ª melhor dos Estados Unidos pela revista BusinessWeek em relação ao seu programa de graduação, e o seu programa de MBA (pós-graduação) foi classificado como o 22ª pela revista BusinessWeek, 16ª pela revista Forbes, e 29ª pela revista U.S. News & World Report. Dentre as faculdades de administração da região Oeste americana, a BYU foi classificada como a melhor pelo The Wall Street Journal's (2007); e seu programa de MBA (pós-graduação) foi classificado como o 92ª melhor do mundo em 2009 pela Financial Times.

## Canal de televisão
BYUtv é um canal televisivo patrocinado pela Brigham Young University internacional. Esse canal transmite conteúdos diversos ( programas educativos, documentários, noticias) e tem orientação religiosa cristã. Pode ser captado diretamente ( sem custo mensal) via antena parabólica no satelite B4 (70ºW - antigo B1) na freqüência 03645 H SR 3520 ou via Internet.

## Galeria
Alguns dos prédios da Universidade Brigham Young.

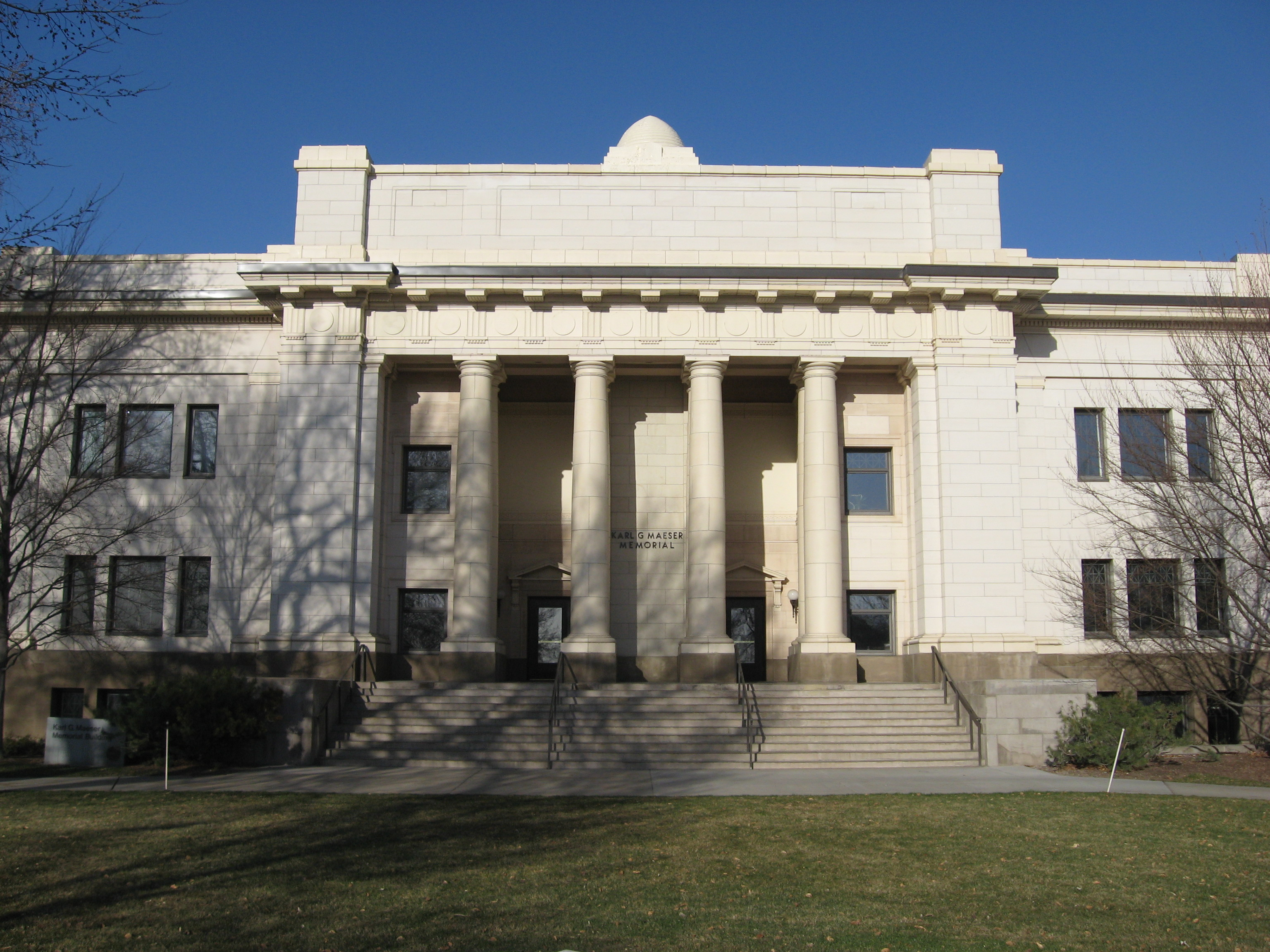
Prédio Maeser
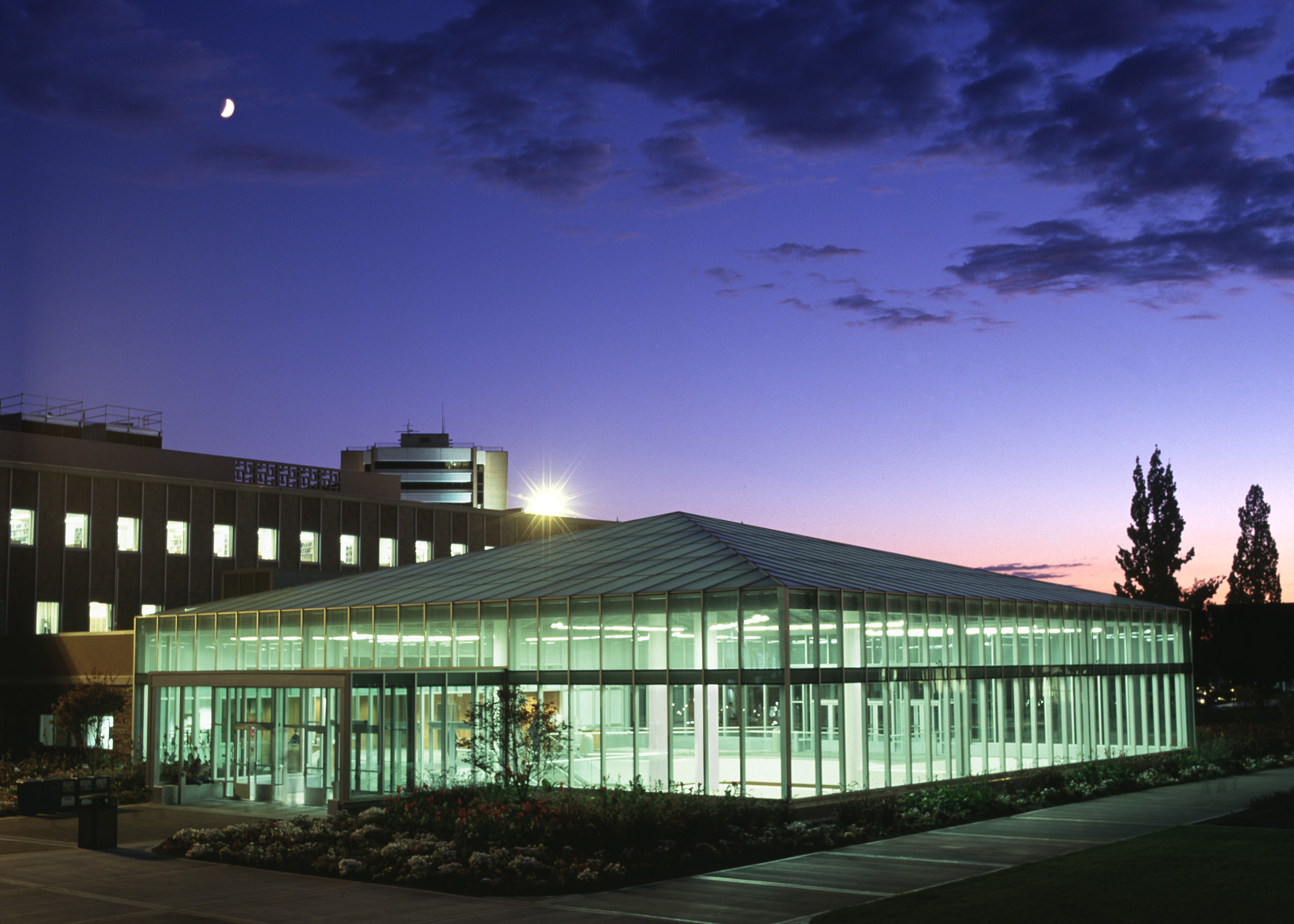
Entrada da Biblioteca Harold B. Lee (9,8 milhões de matérias)
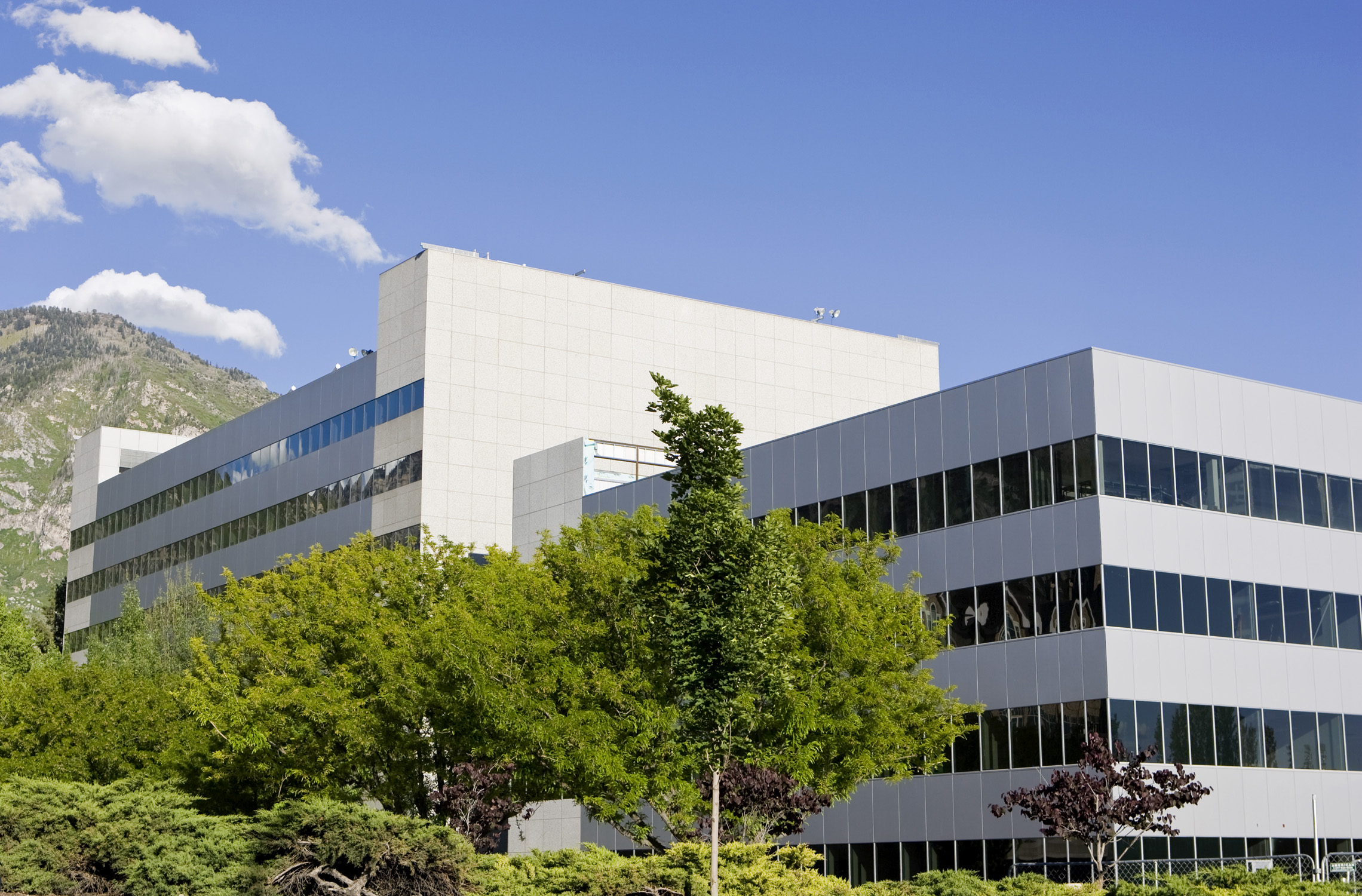
Prédio N. Eldon Tanner (Faculdade Marriott de Administração)
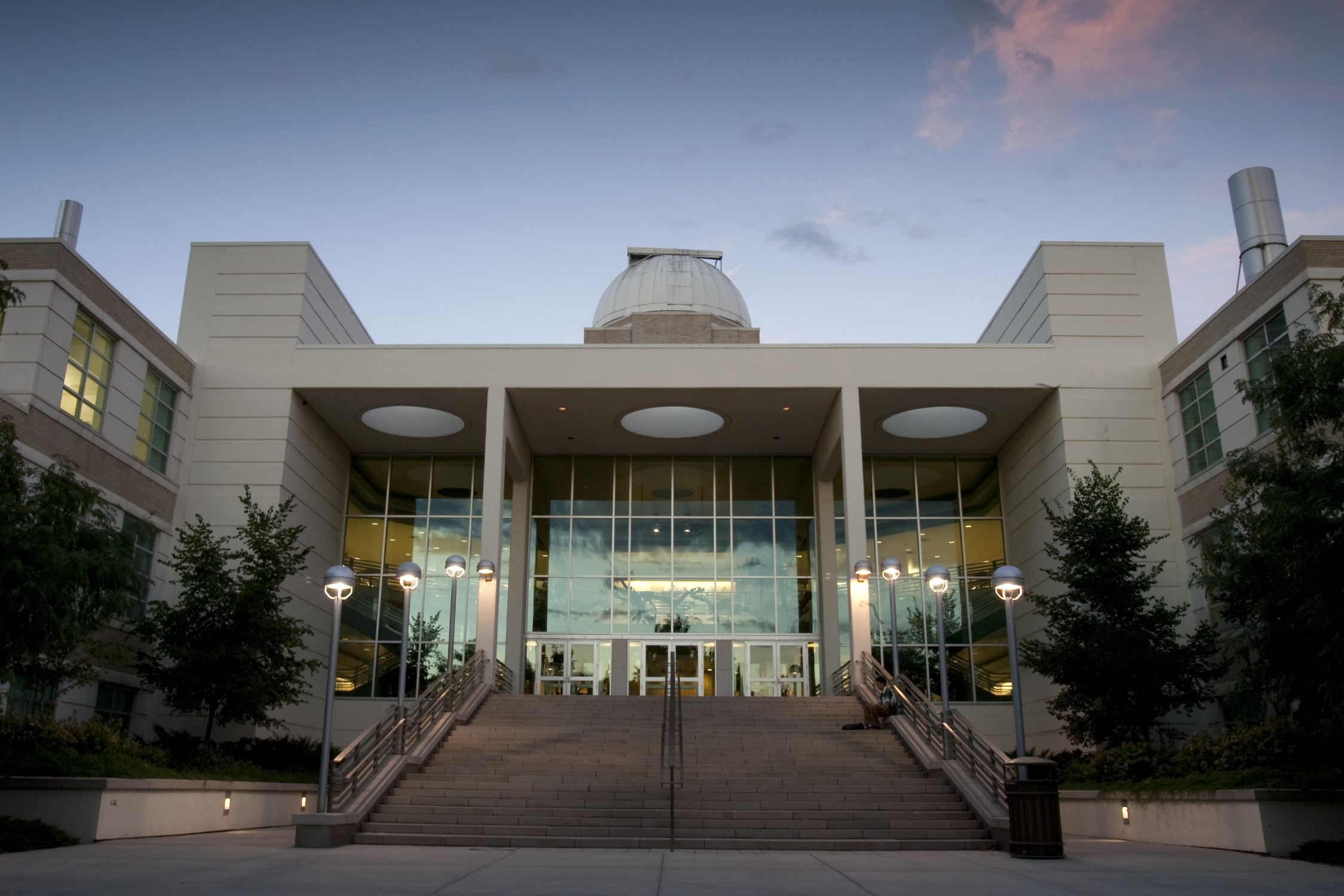
Centro Eyring de Ciências (Facudades de Física e Astronomia, Geologia, Nutrição e Ciência dos Alimentos)
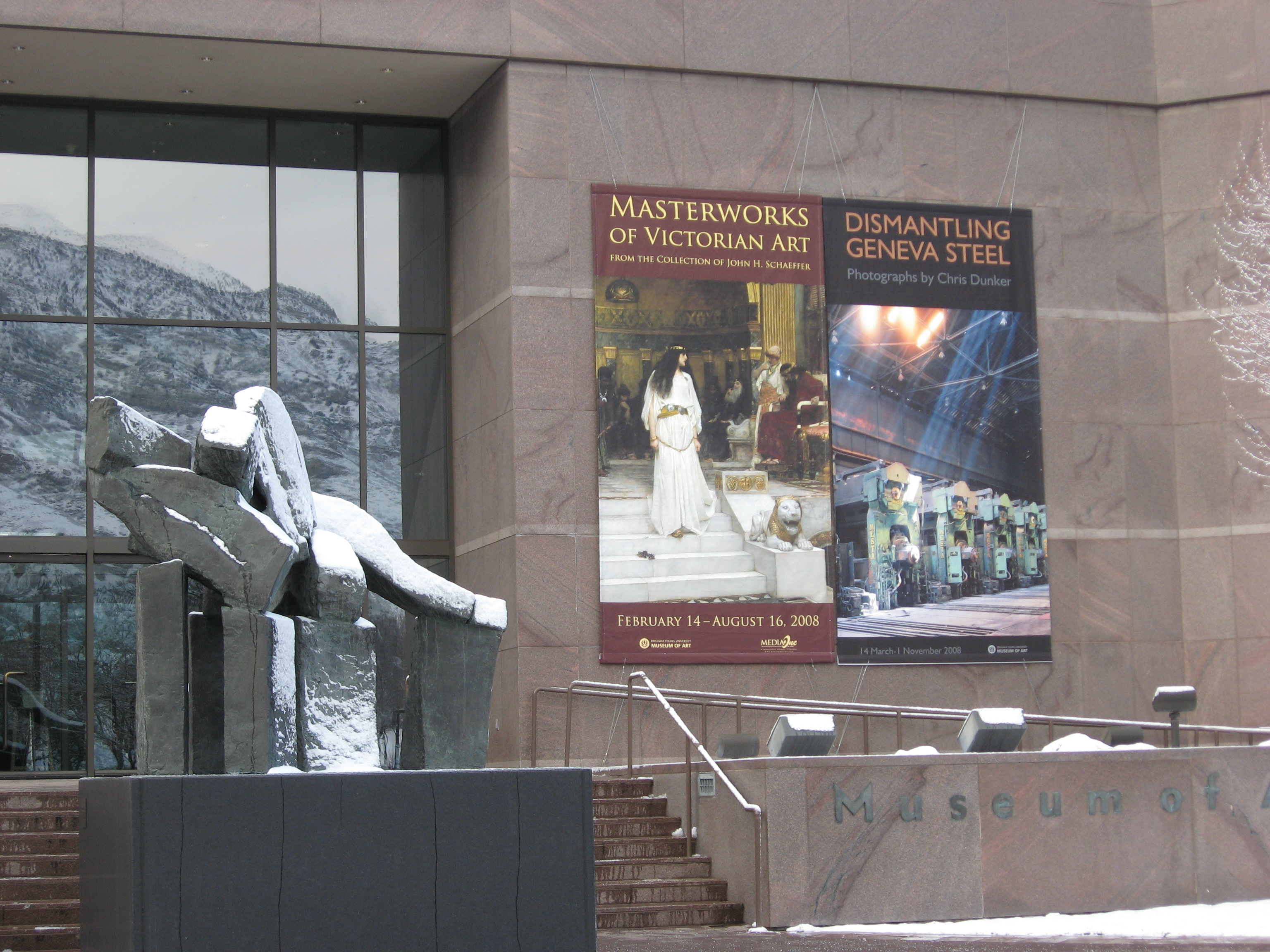
Museu de Arte
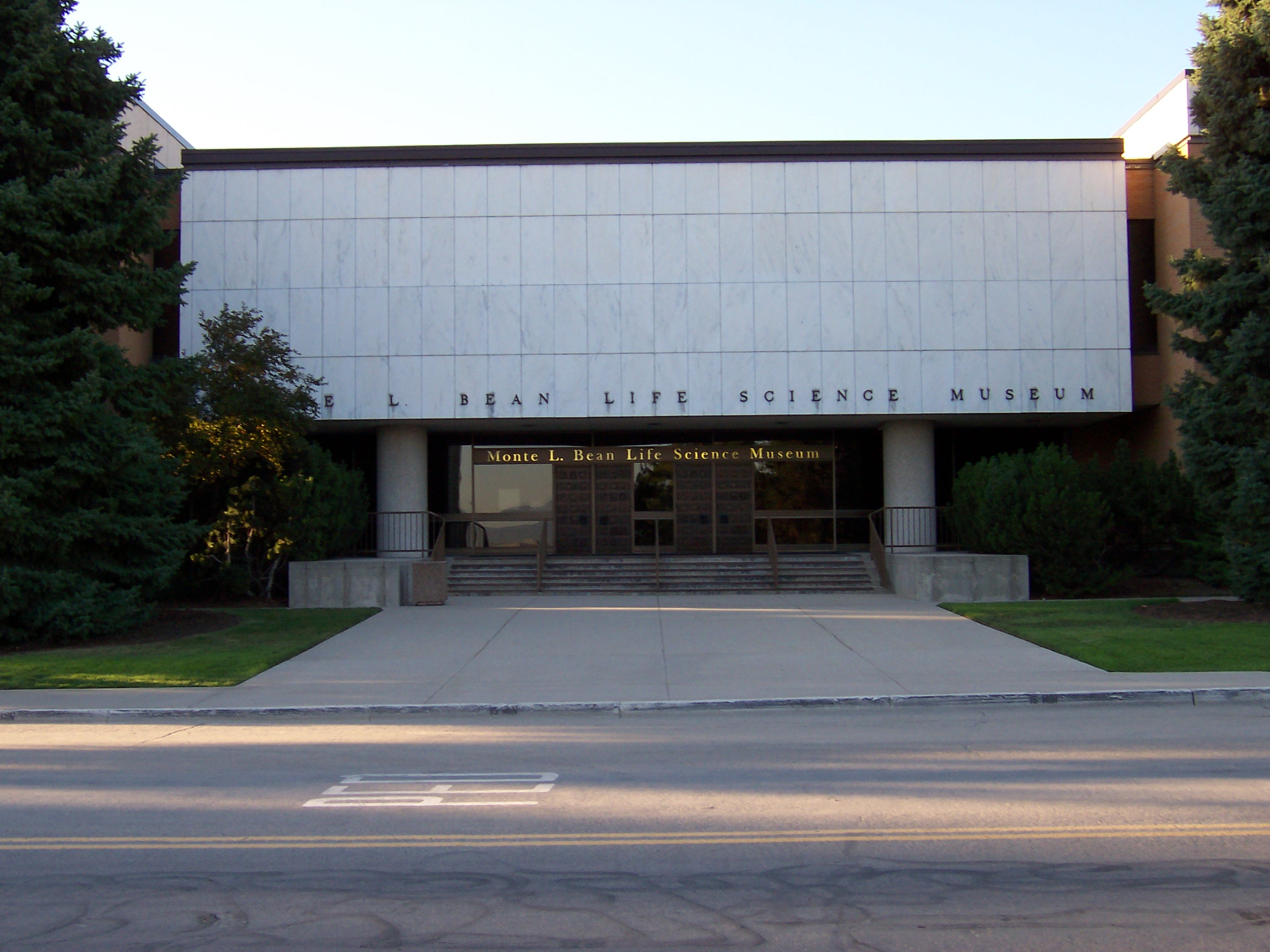
Museu Monte L. Bean de Ciências da Vida
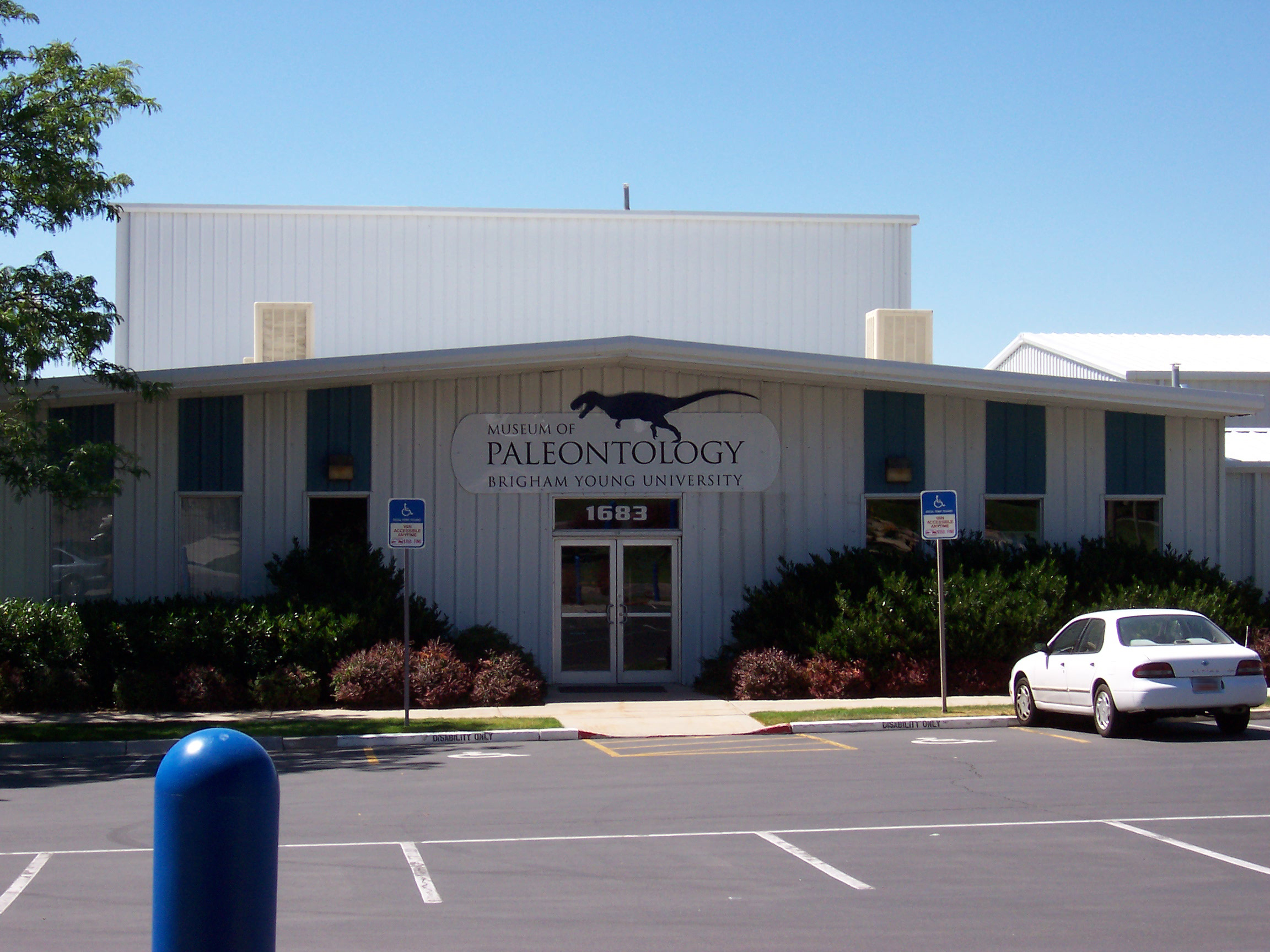
Museu de Paleontologia
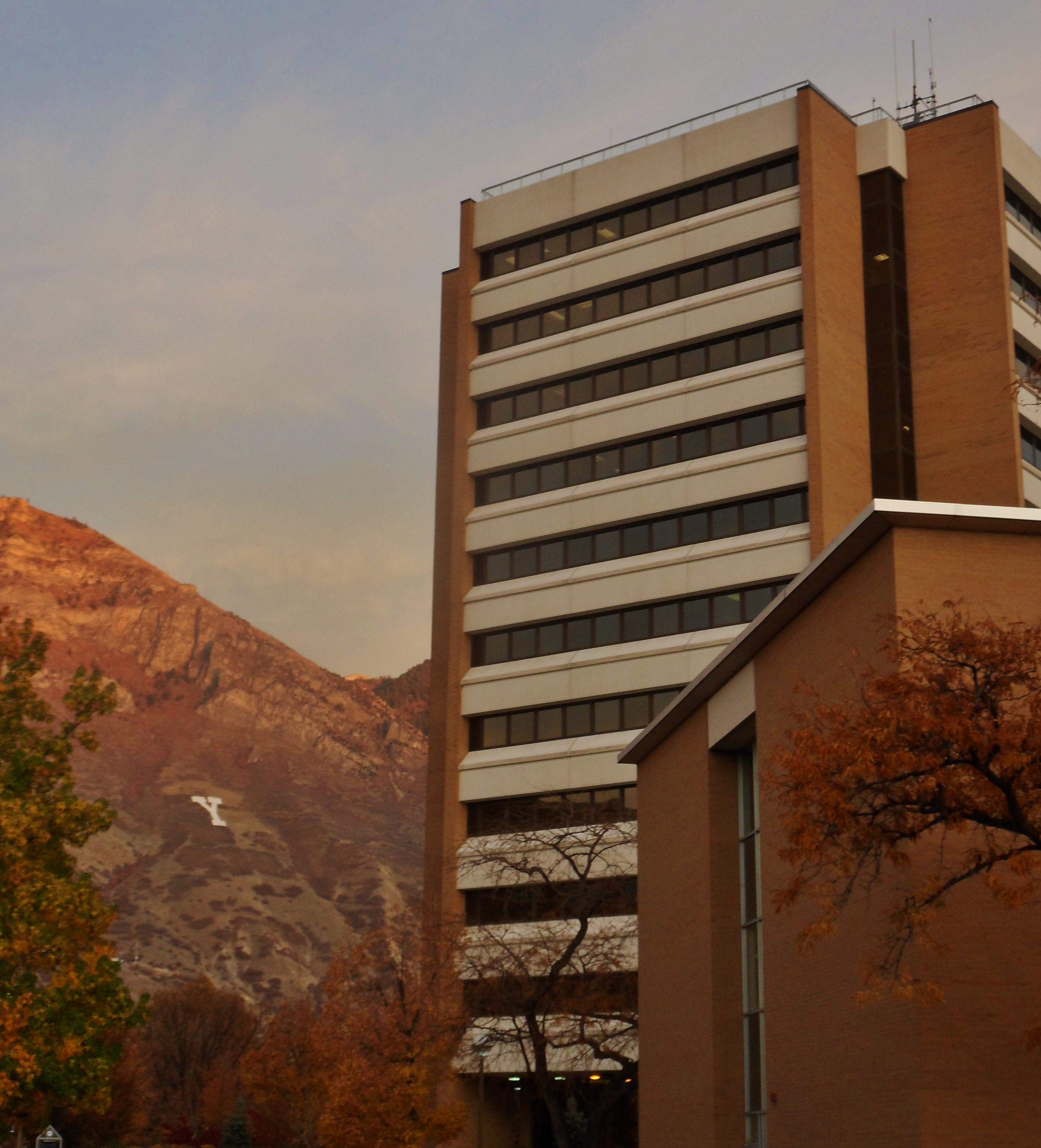
Torre Spencer W. Kimball (Faculdade de Enfermagem, Faculdade de Lar, Família e Ciências Sociais)
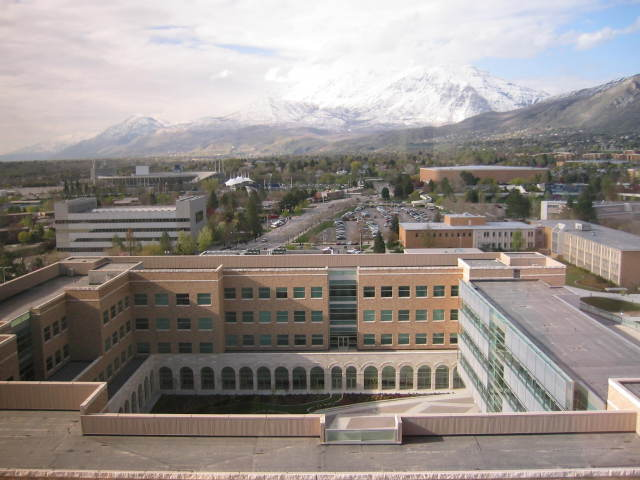
Prédio Joseph F. Smith (Faculdade de Humanidades)
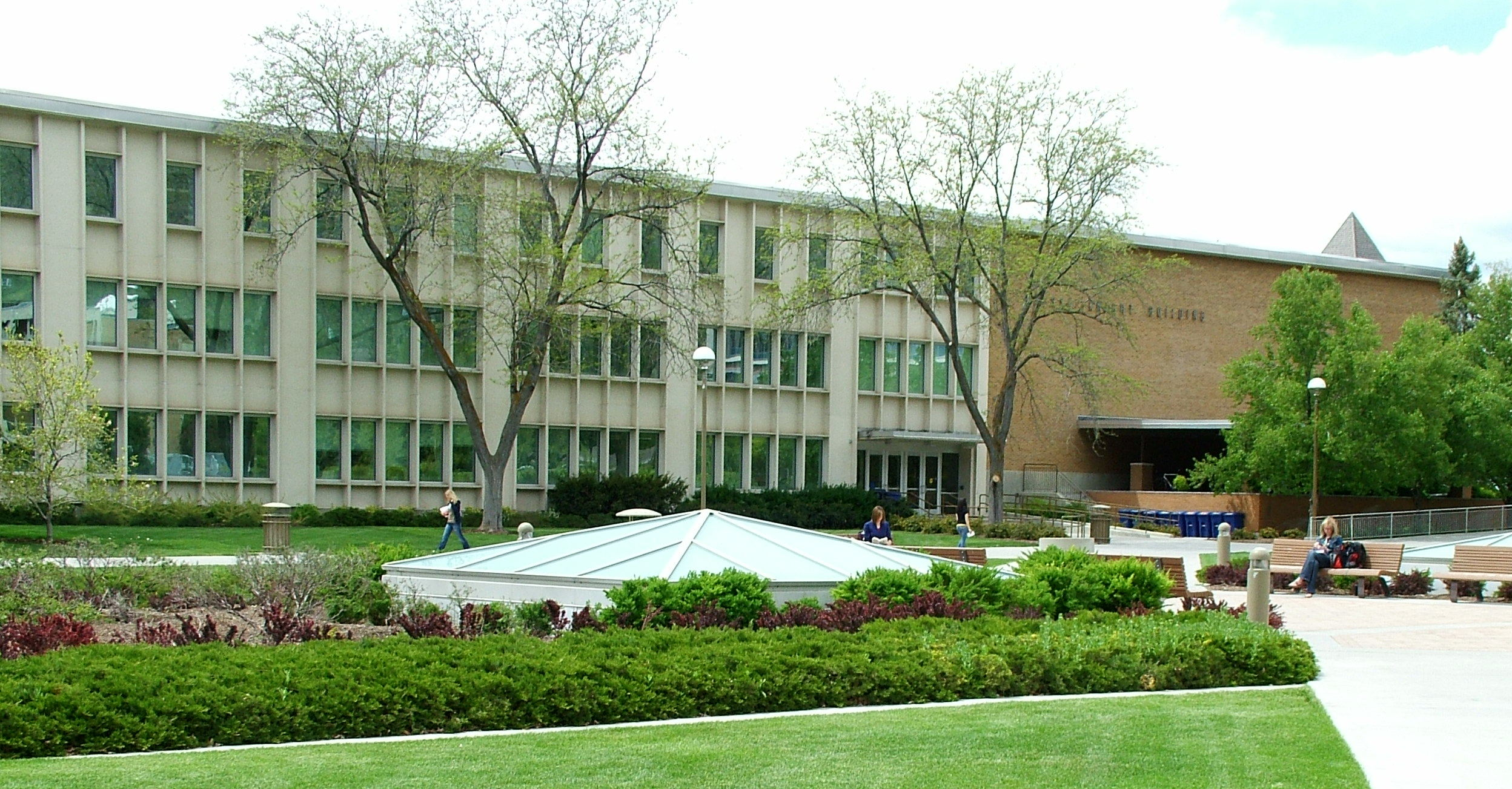
Prédio Jesse Knight (Faculdade de Humanidades)
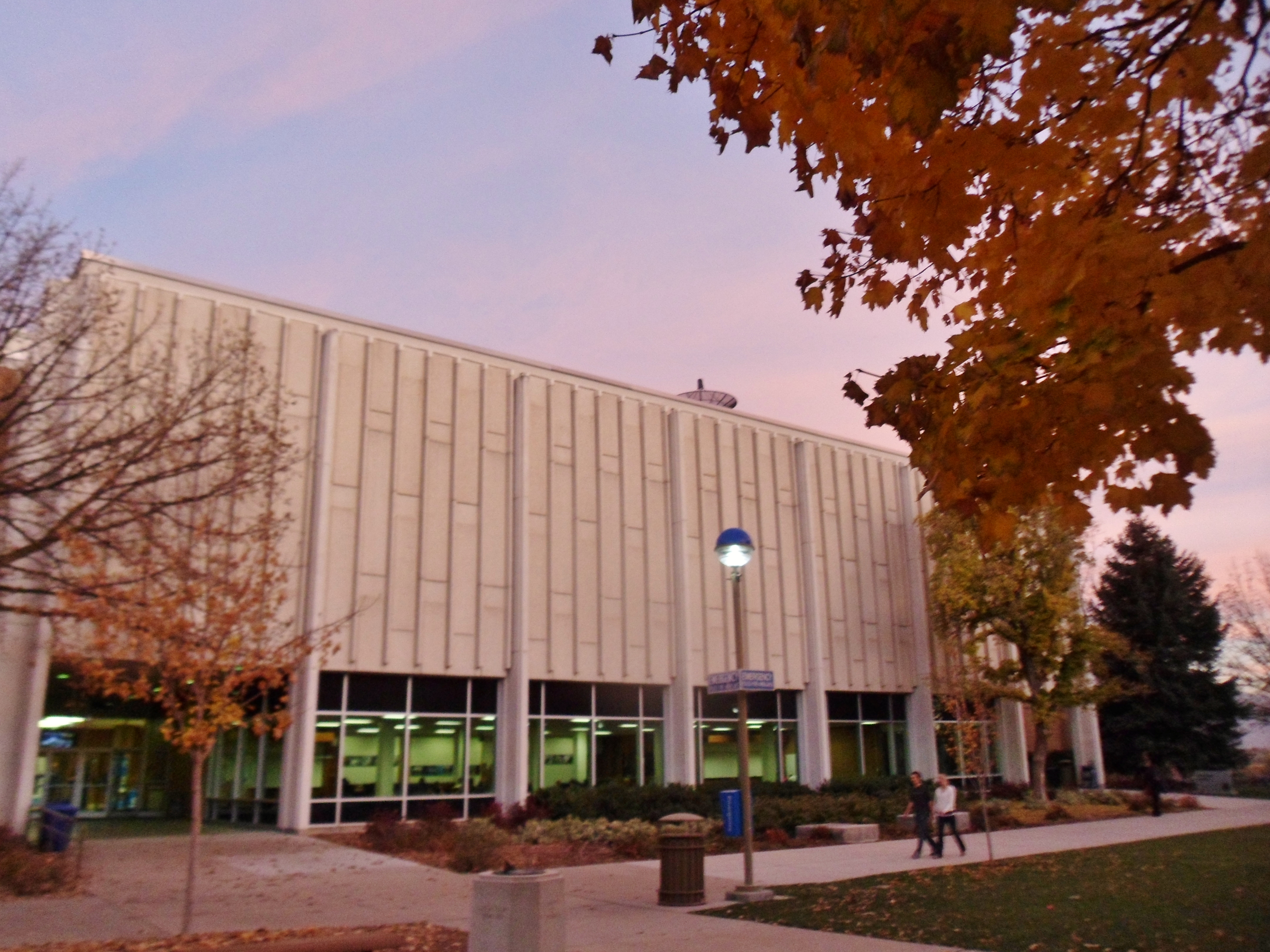
Prédio Wilford. W. Clyde (Faculdade de Engenharia)
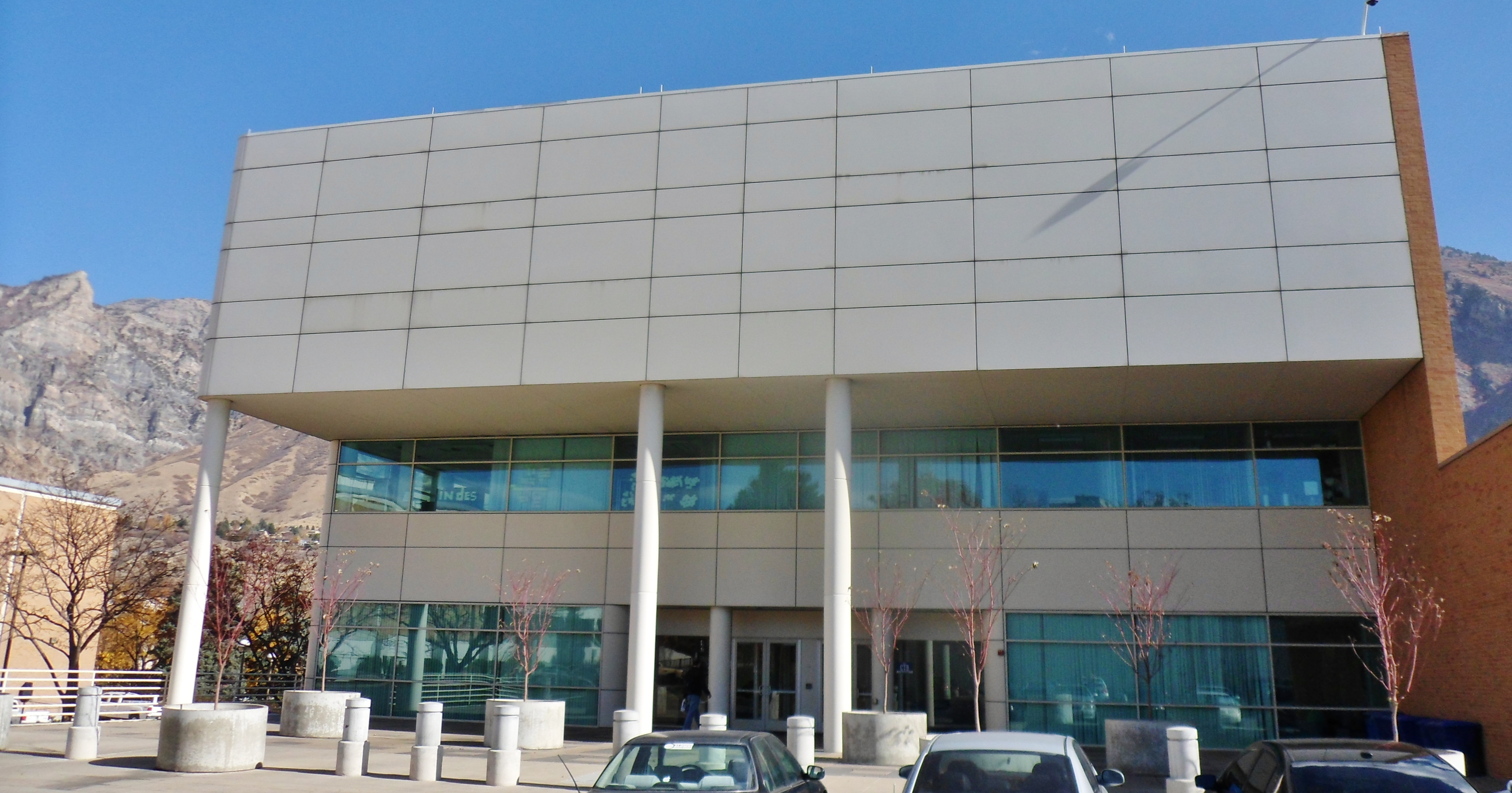
Prédio Crabtree de Tecnologia (local do supercomputador Mary Lou)
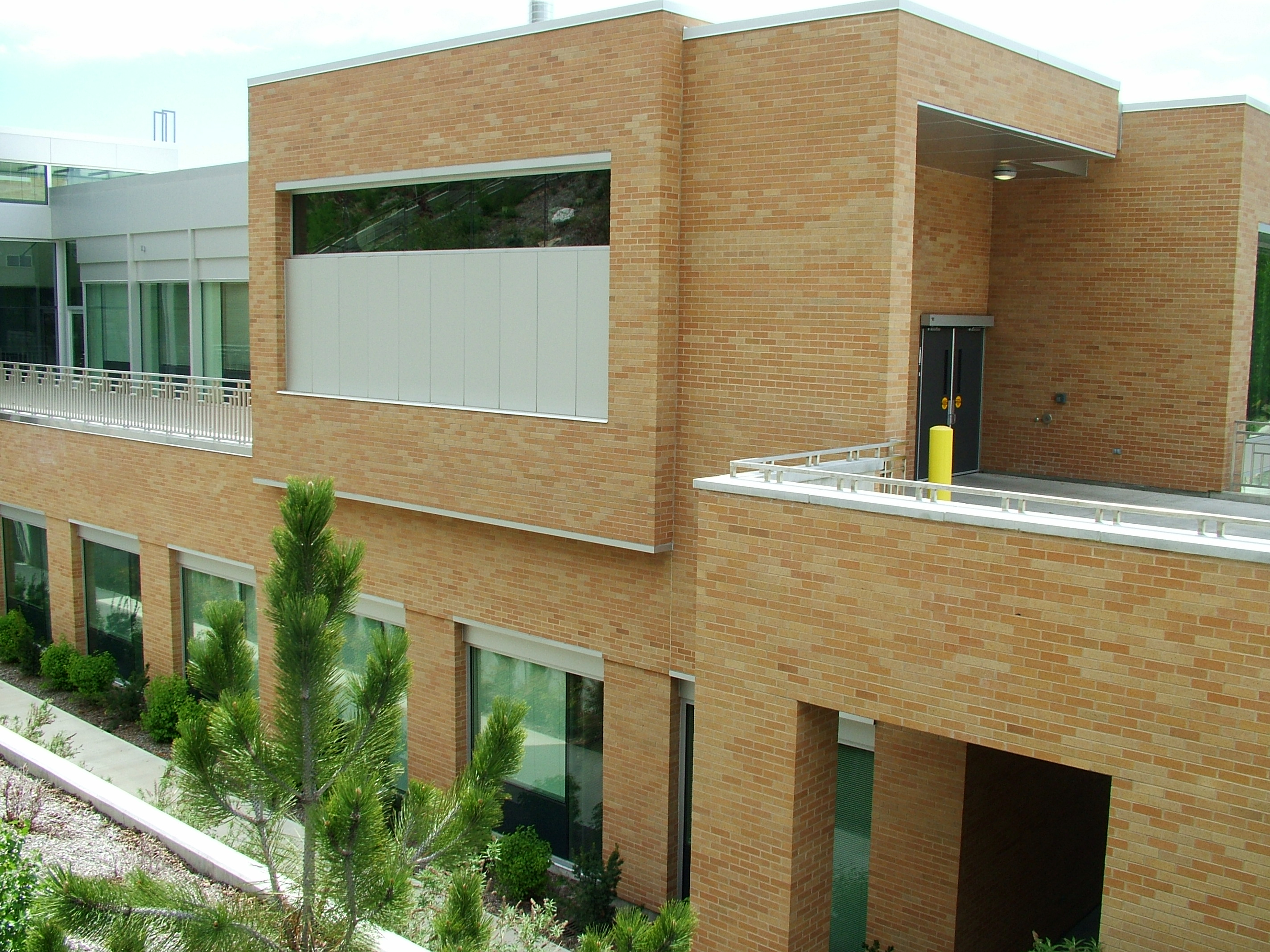
Prédio Stephen L. Richards (Ginásio de Esportes)
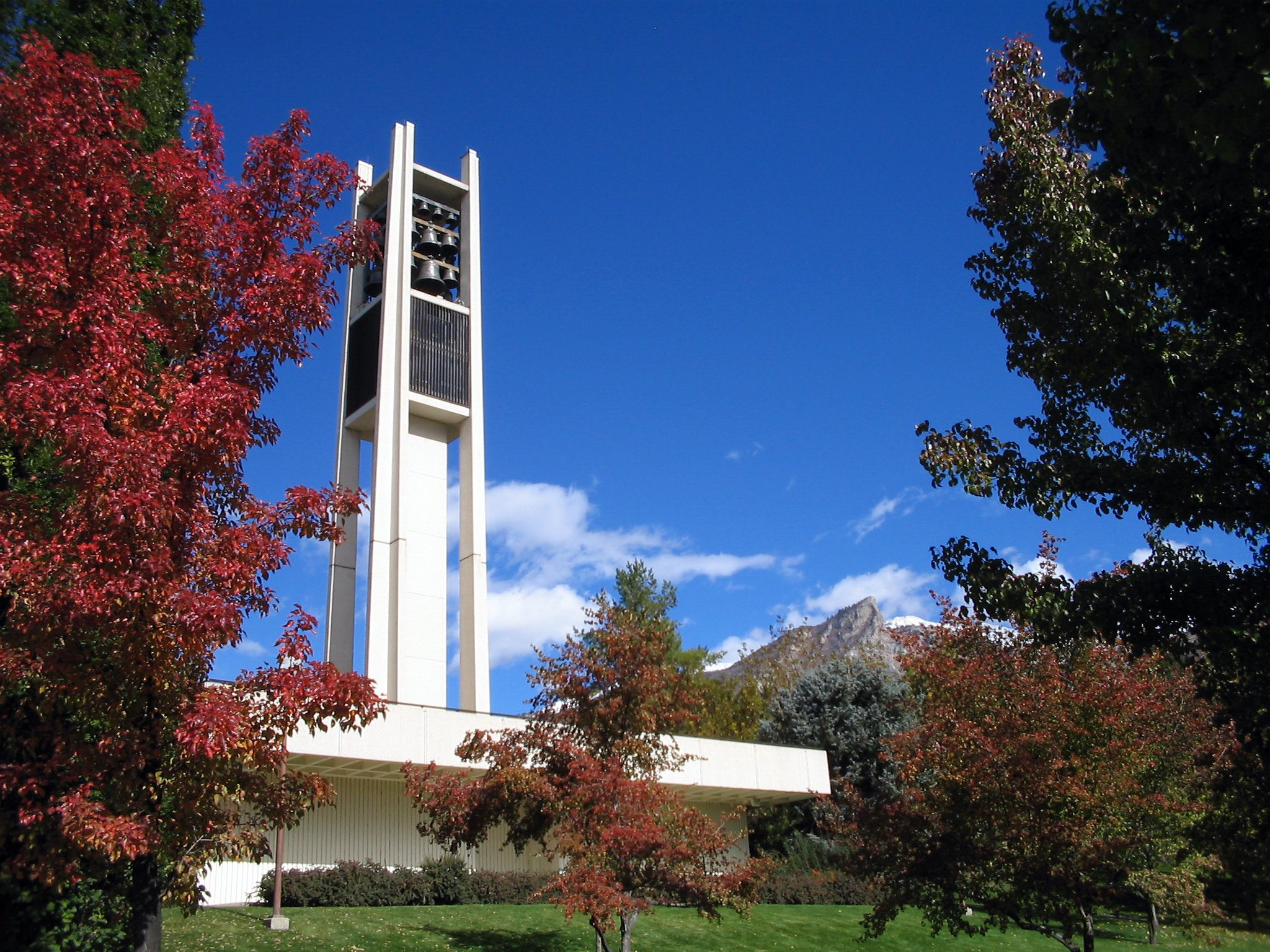
Carrilhão Centenário
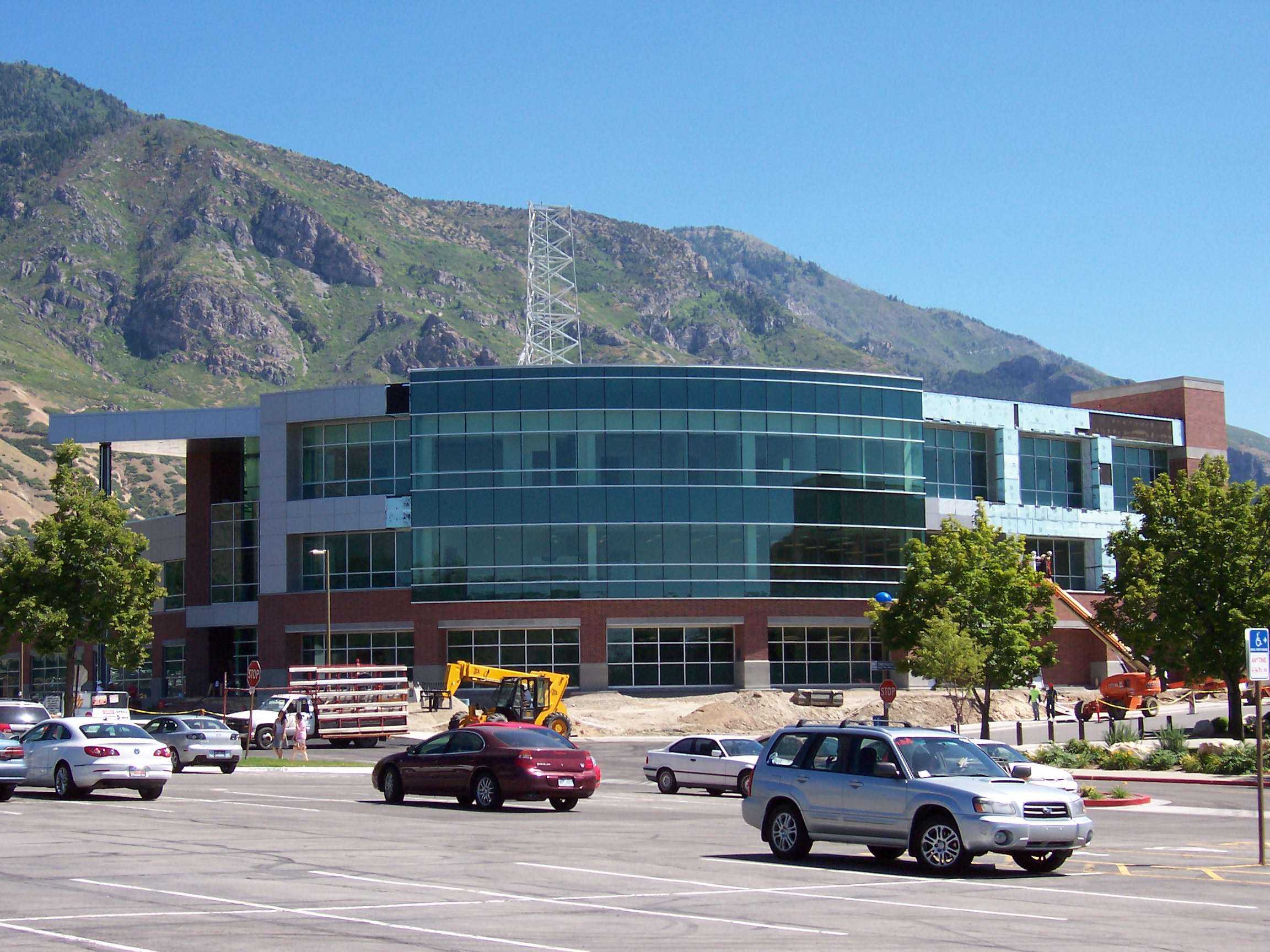
Prédio de Radiofusora (sob construção em 2010)
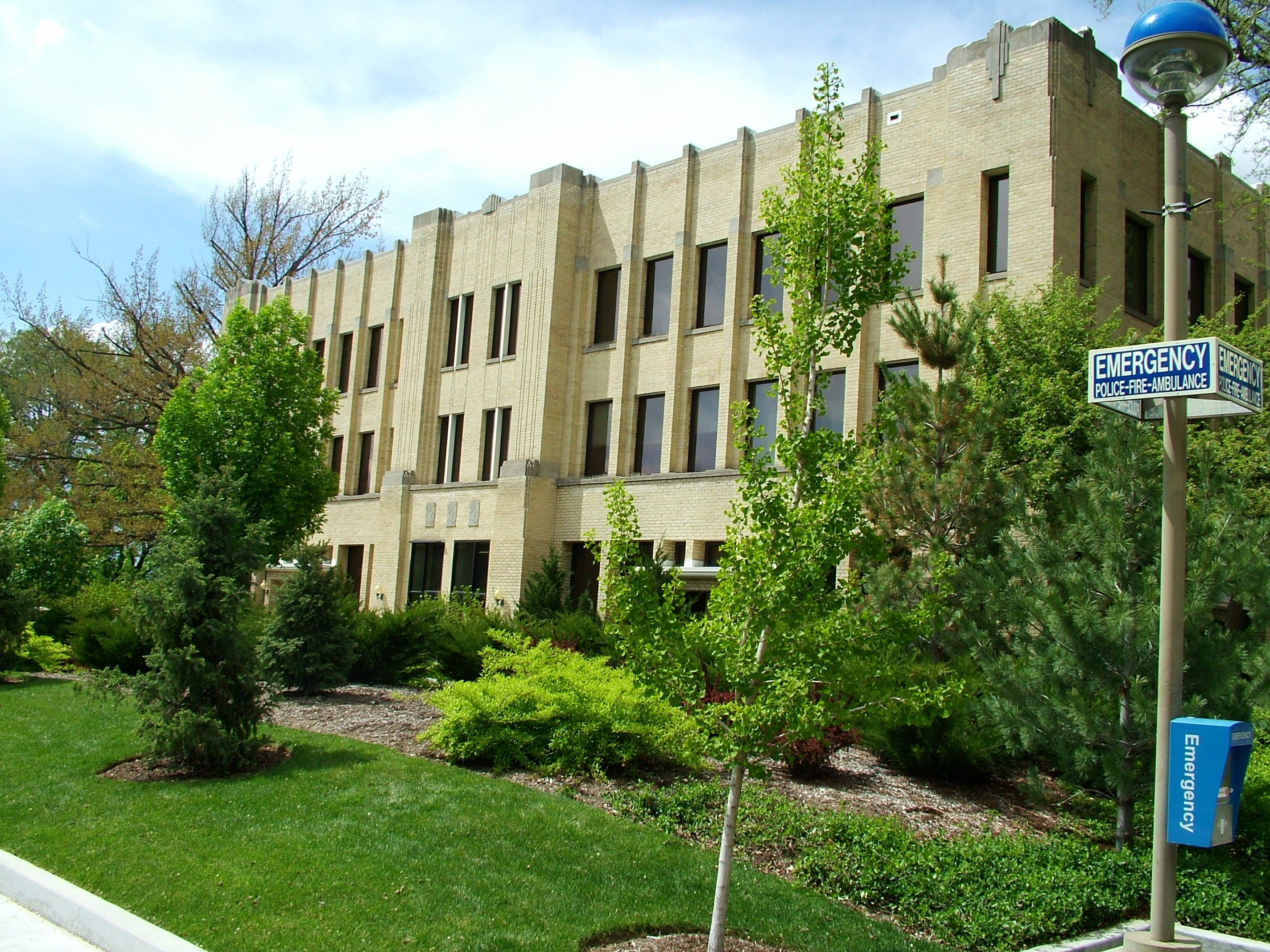
Prédio George H. Brimhall (Faculdade de Belas-Artes, Faculdade de Comunicação)
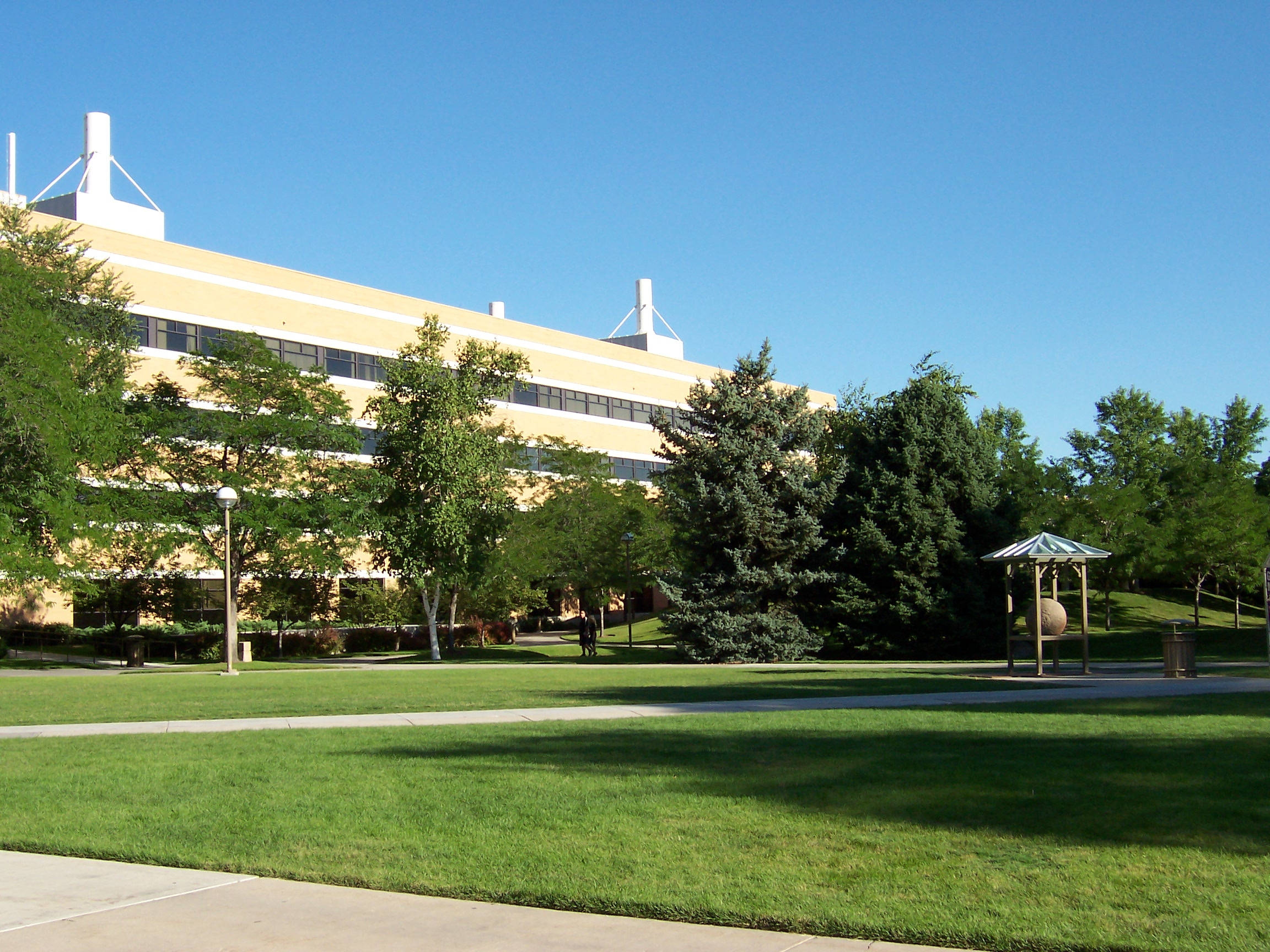
Prédio Ezra Taft Benson (Faculdade de Química)
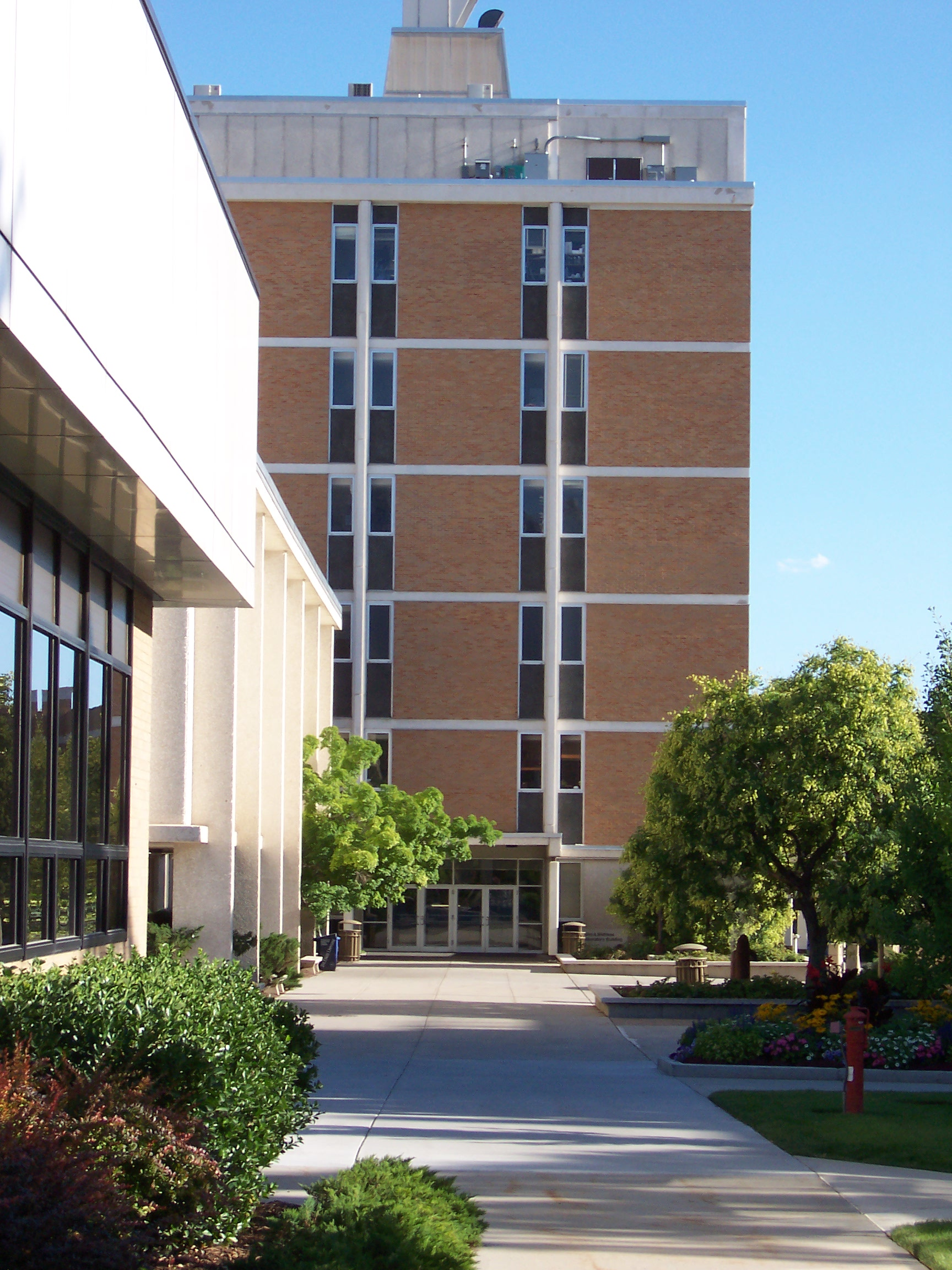
Prédio John A. Widtsoe (Faculdade de Biologia)
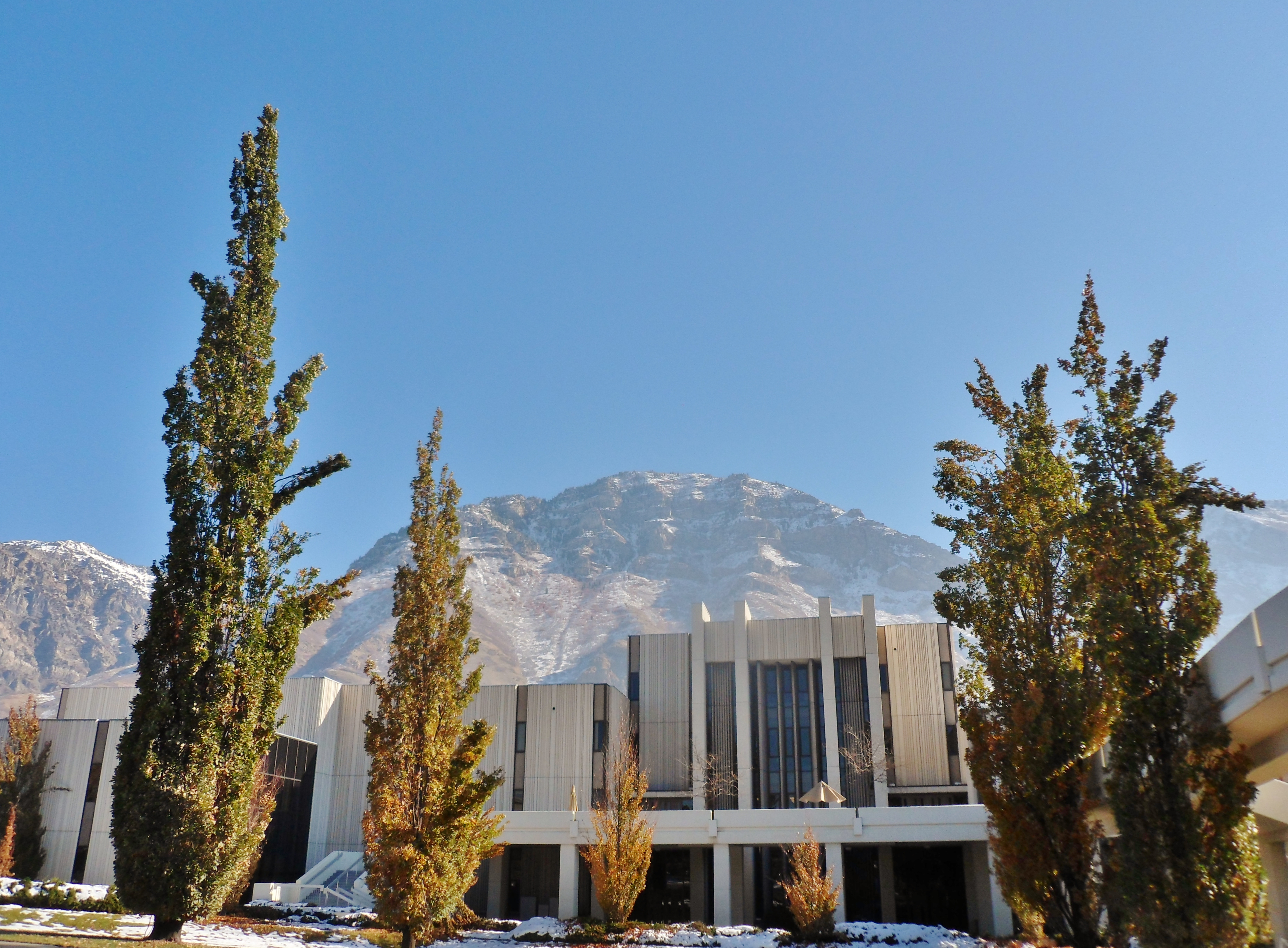
J. Reuben Clark (Faculdade de Advocacia)
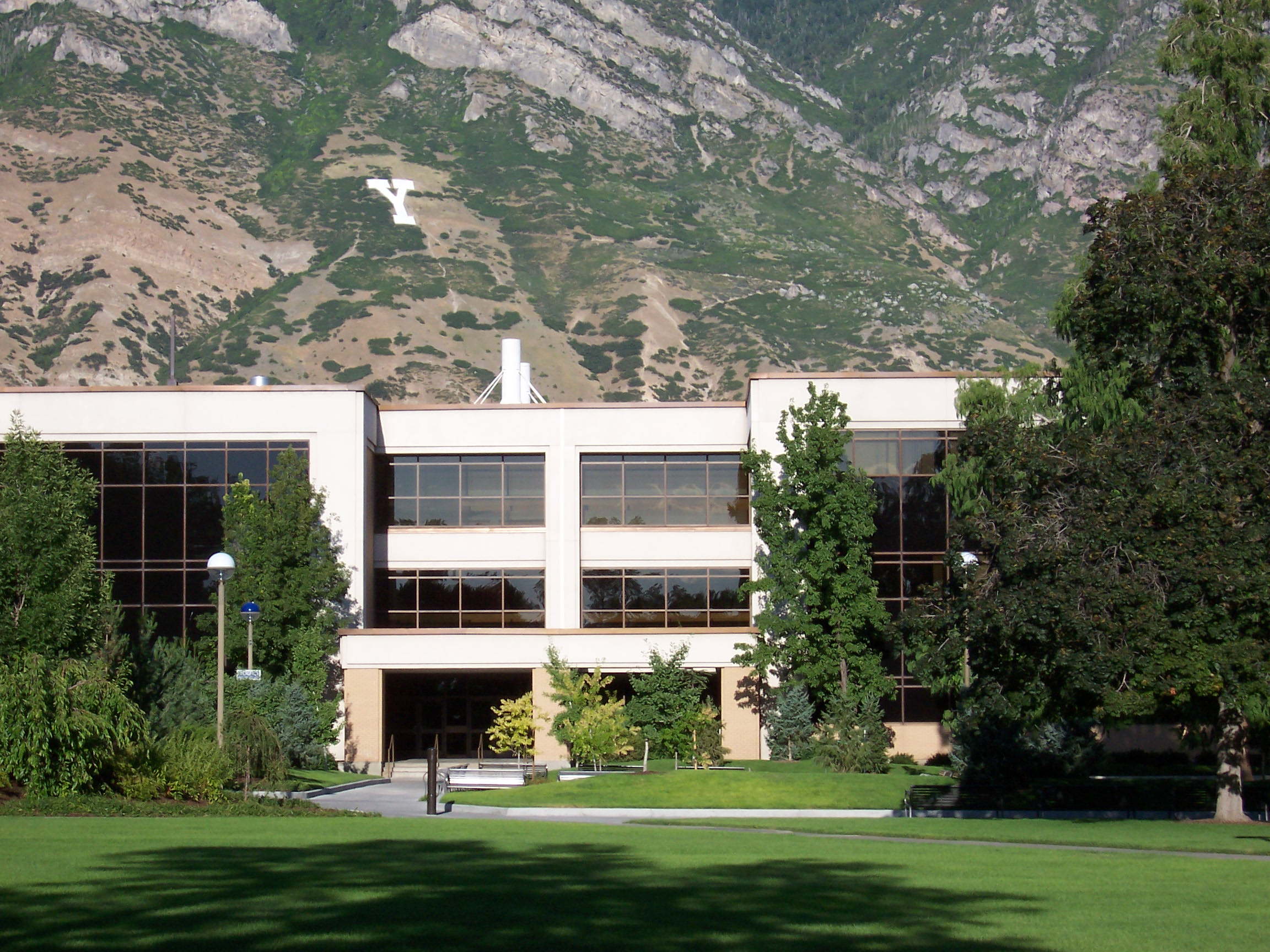
Prédio Joseph Smith (Faculdade de Religião)
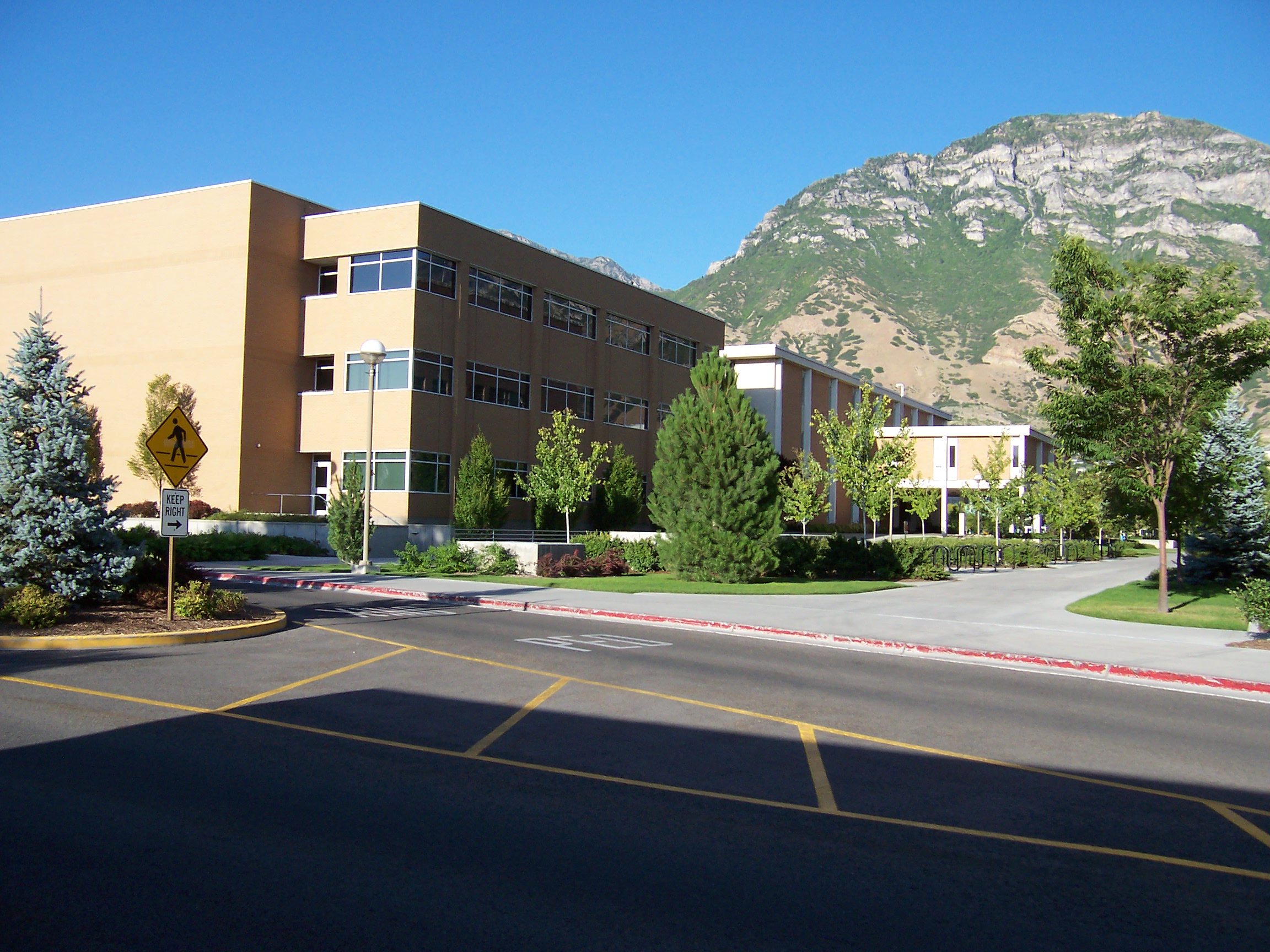
Prédio James E. Talmage (Faculdade de Matemática, Faculdade de Informática)
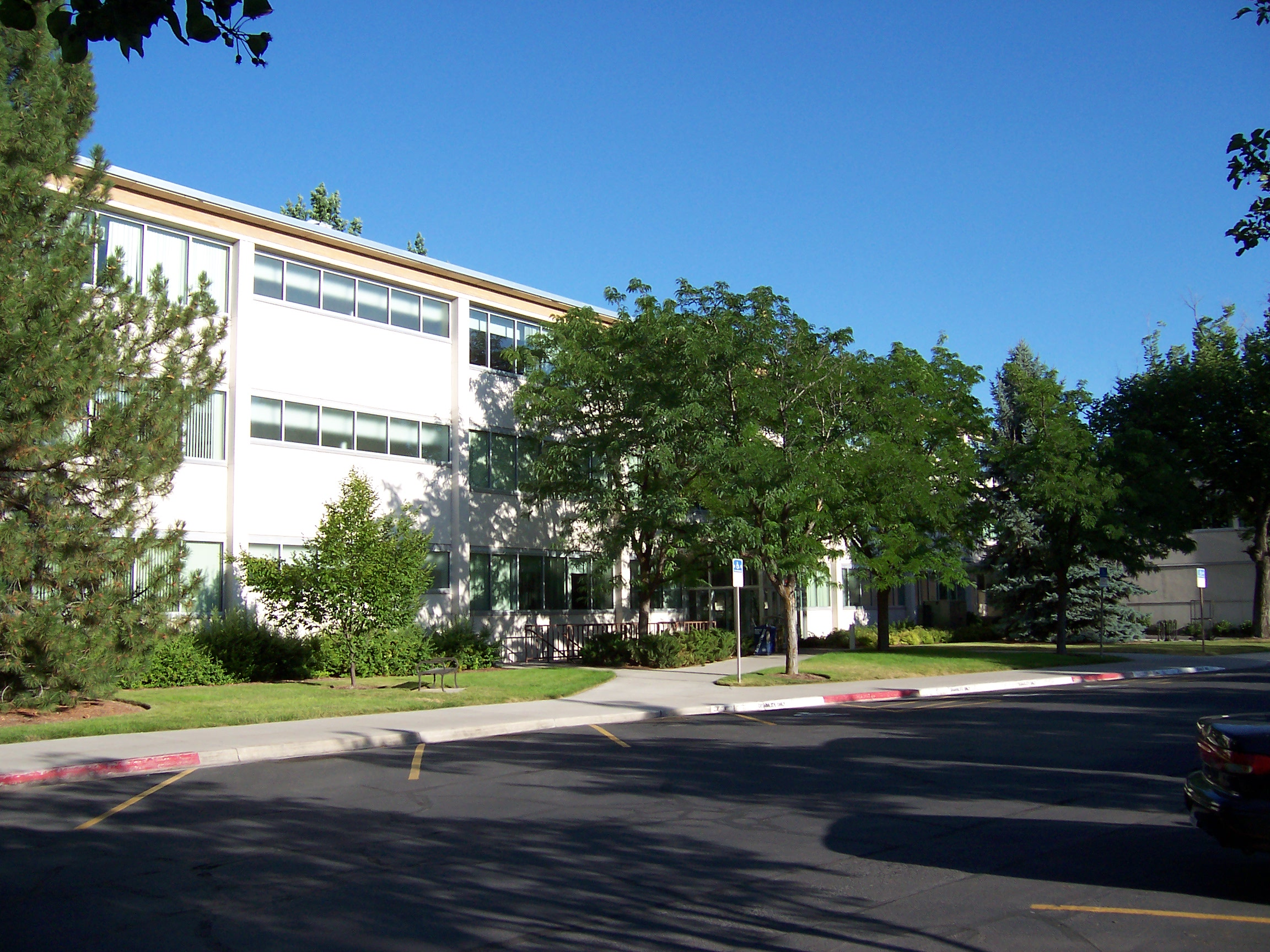
Prédio David O. McKay (Faculdade de Pedagogia)
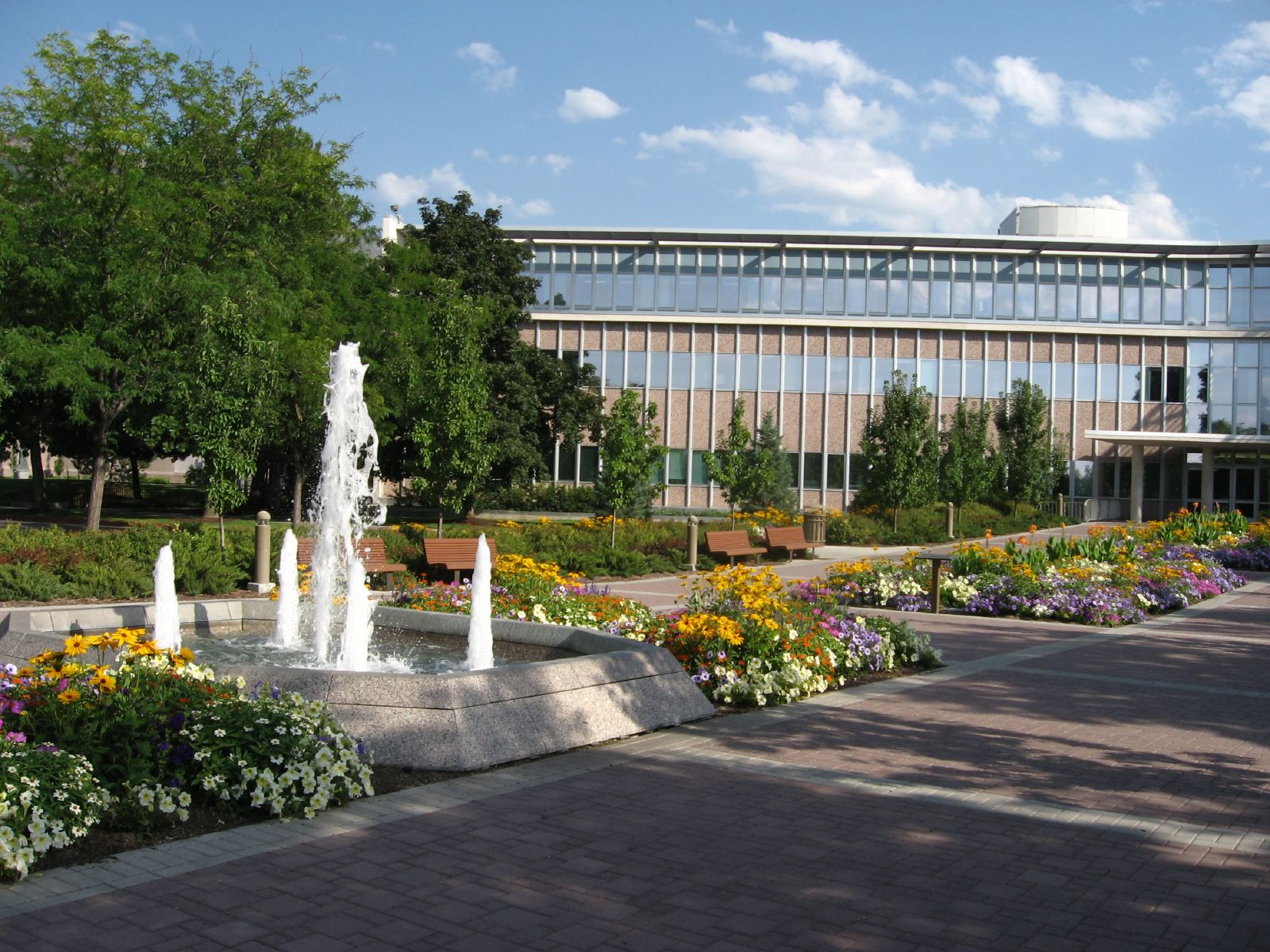
Prédio Abraham O. Smoot (Administração Universitária)
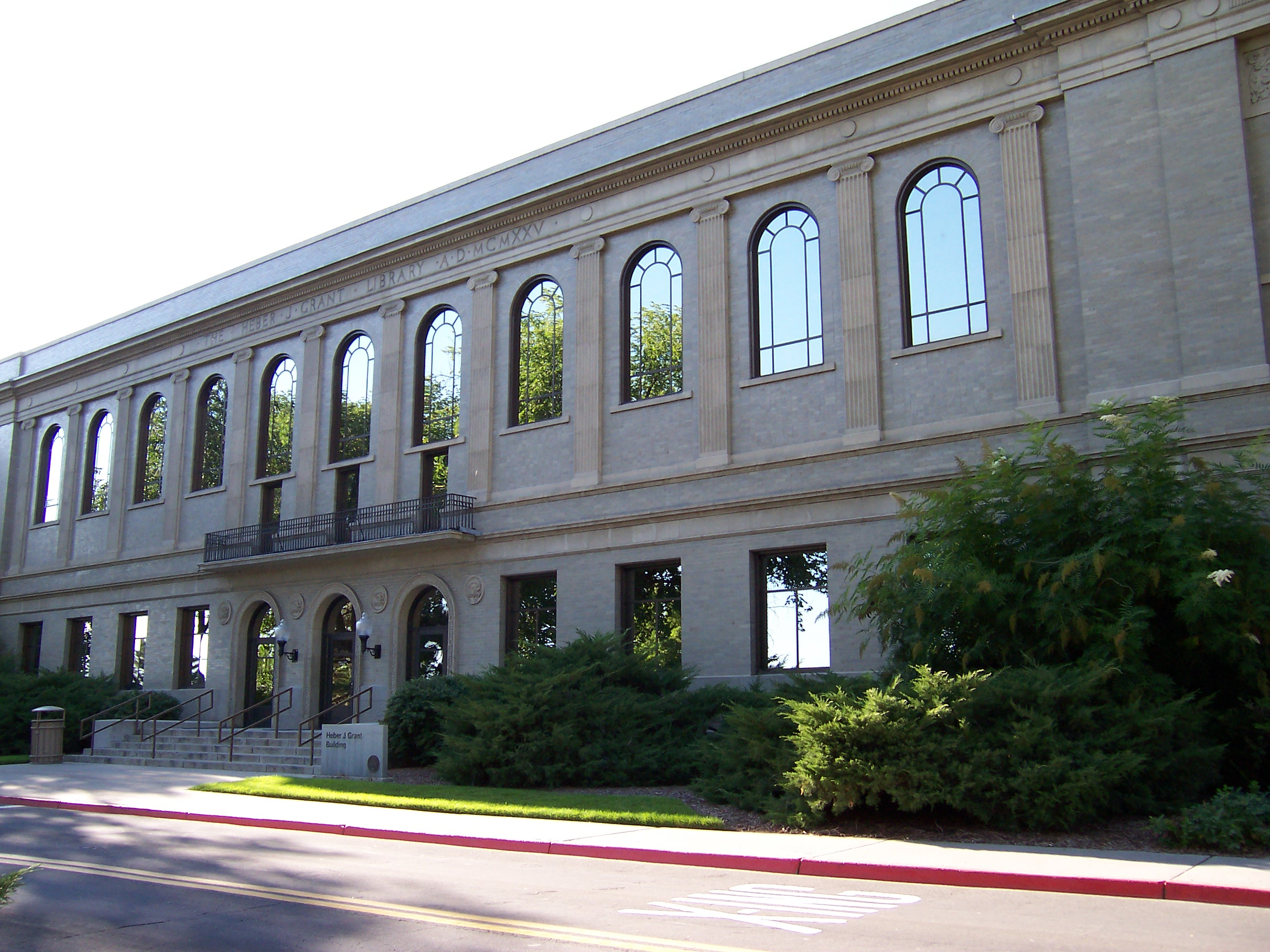
Prédio Heber J. Grant (administração de exames)
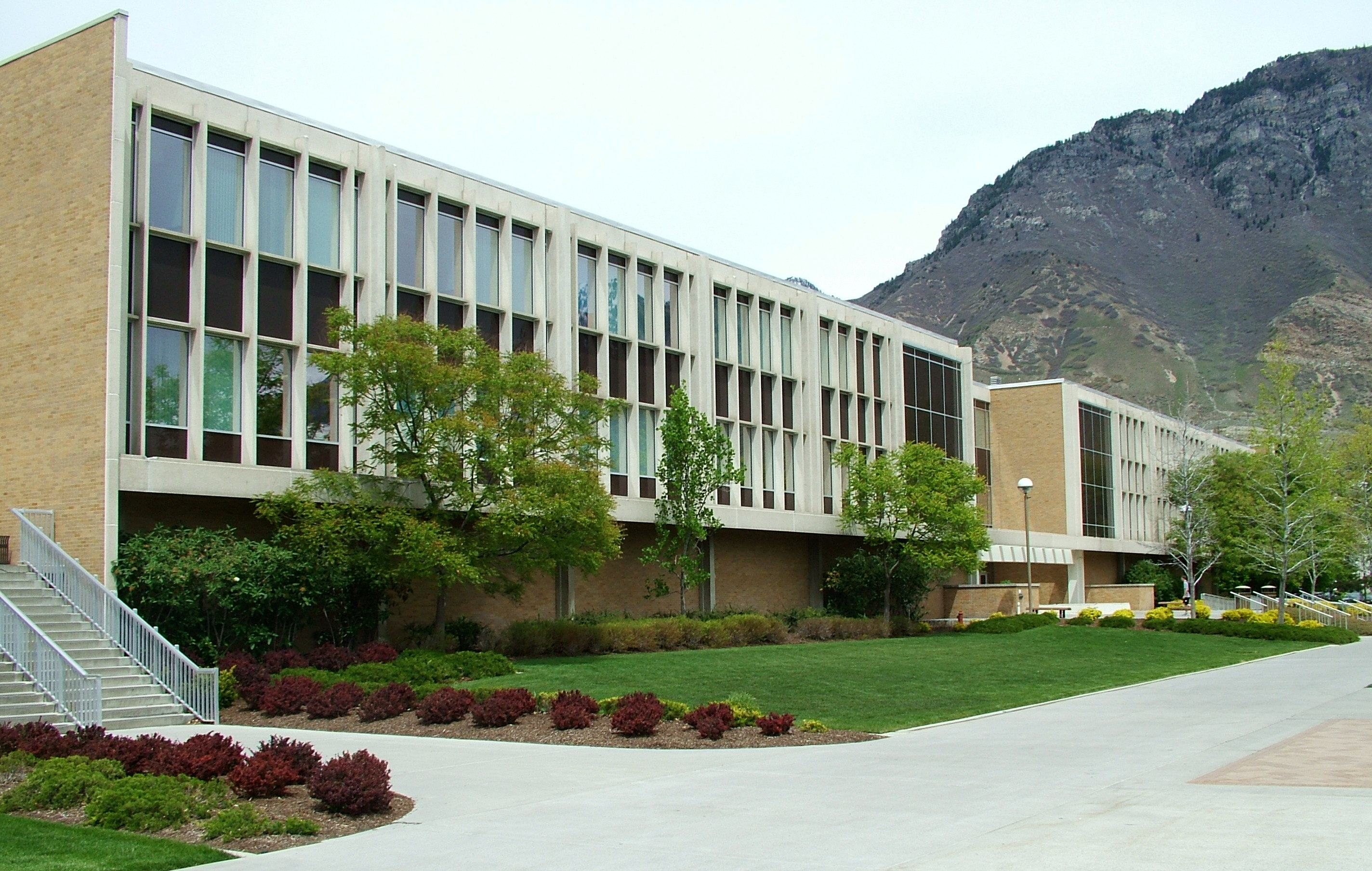
Centro Harris de Belas-Artes (Faculdade de Música)
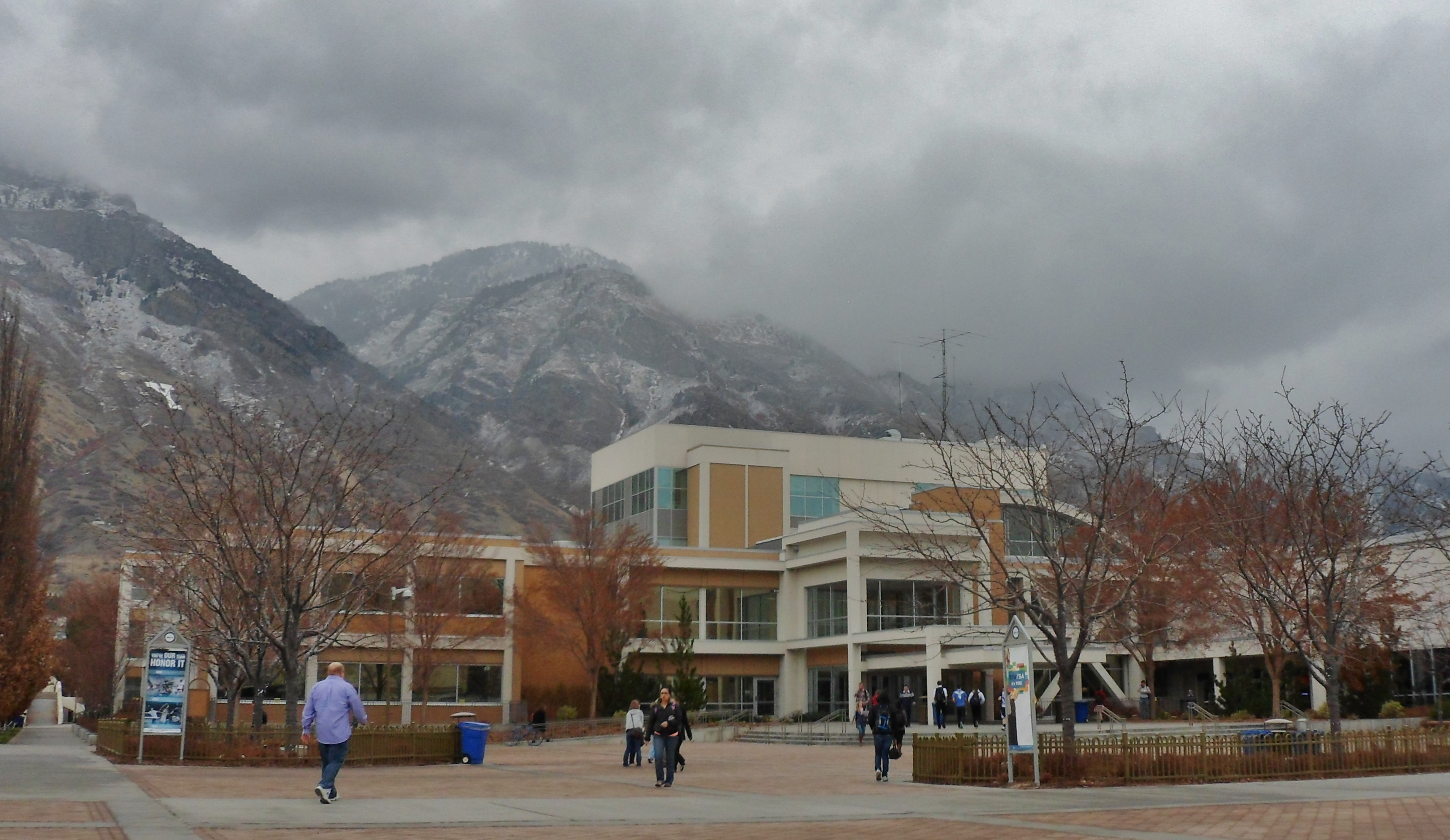
Centro de Estudantes
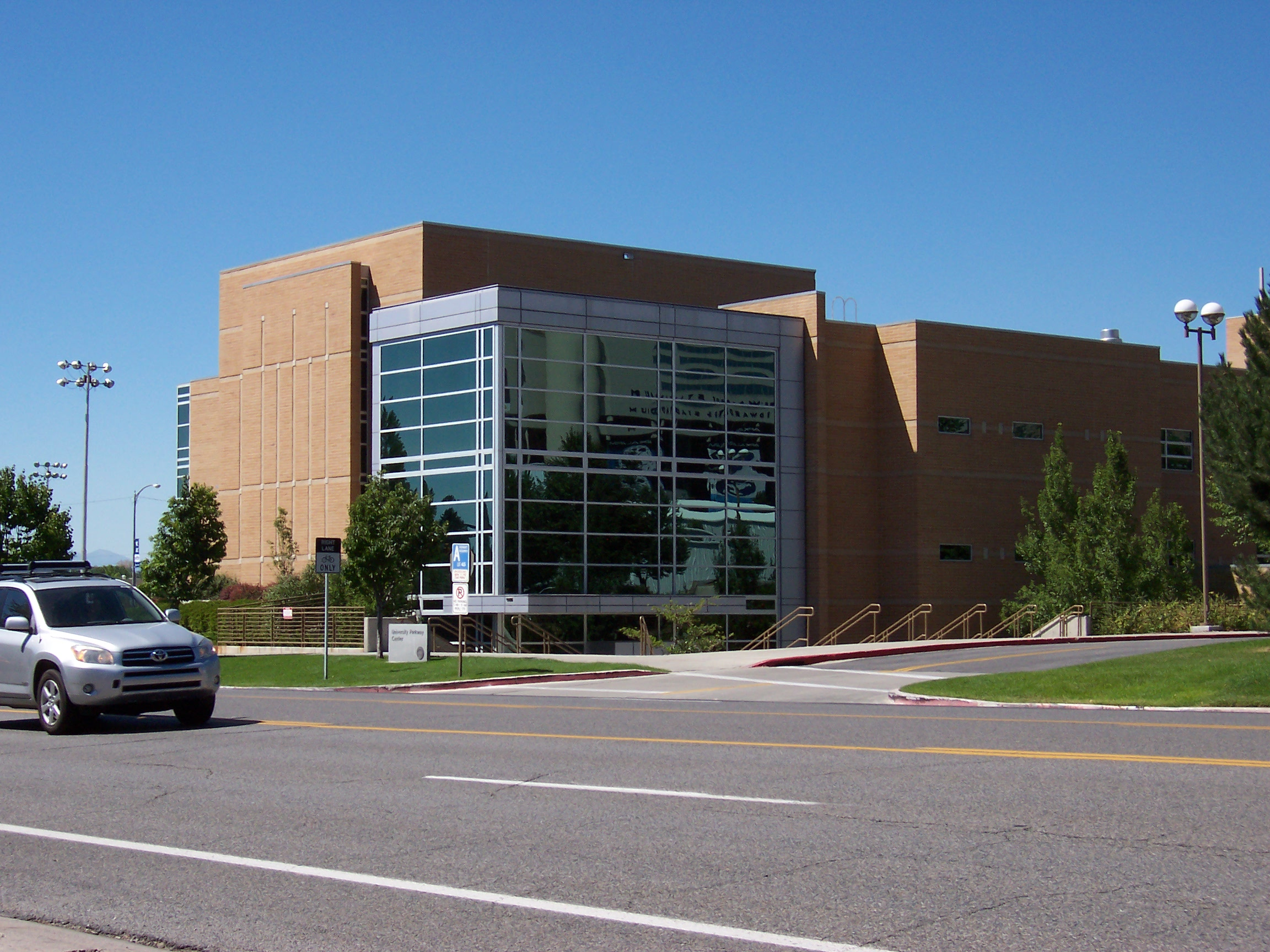
Centro University Parkway (inglês para estudantes estrangeiros)
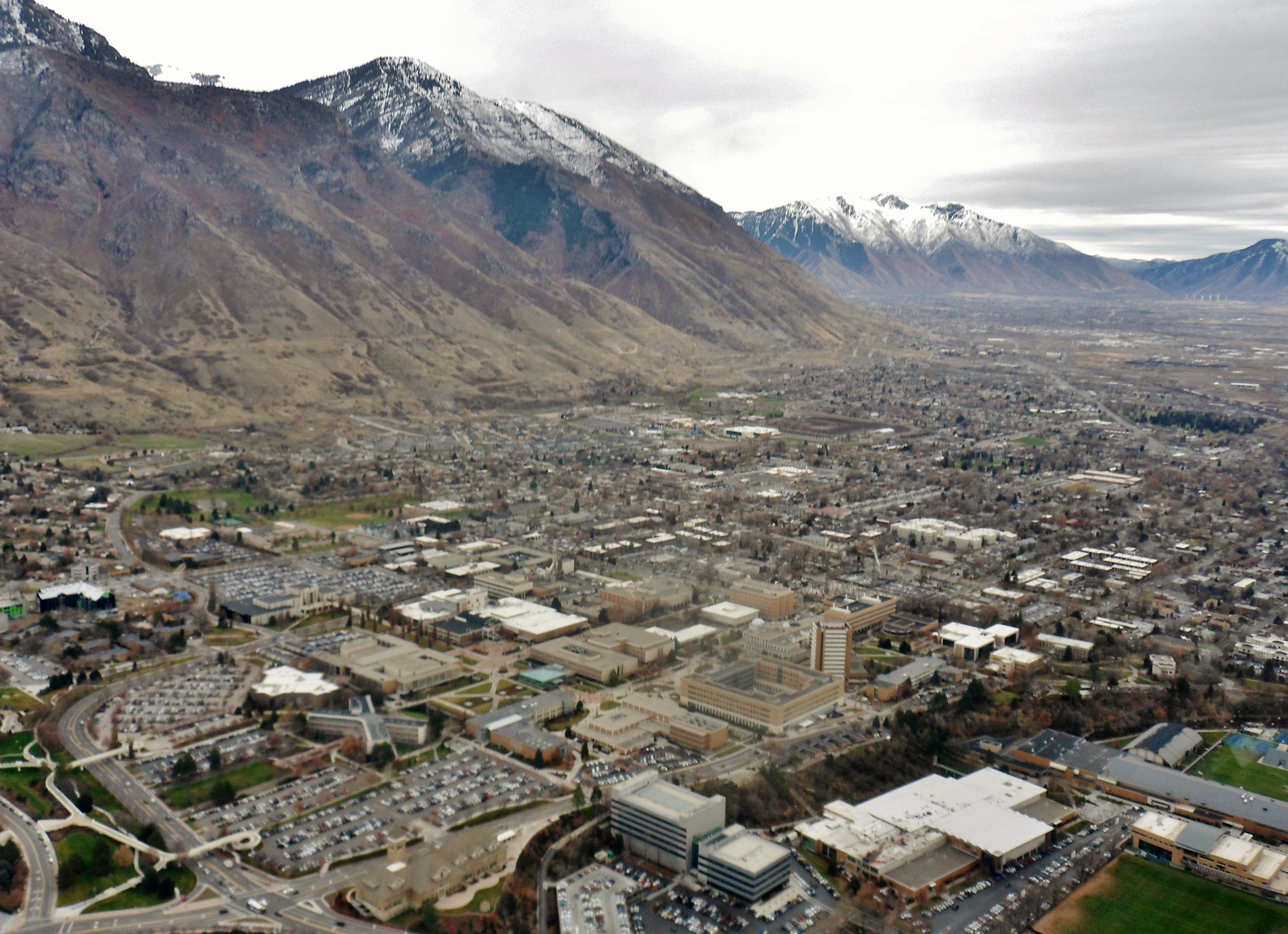
Vista do campus
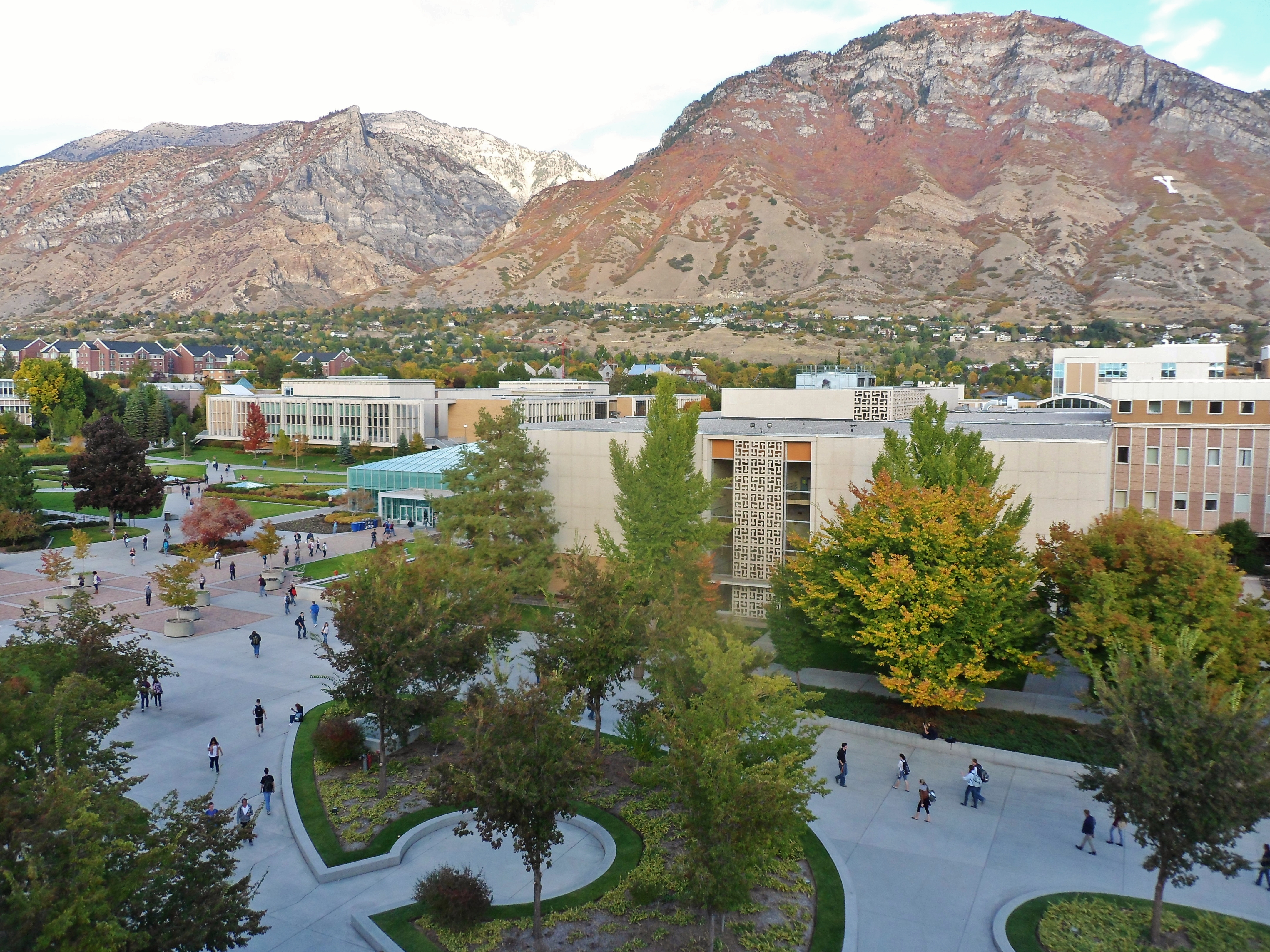
Vista da Biblioteca e o Centro Harris de Belas-Artes
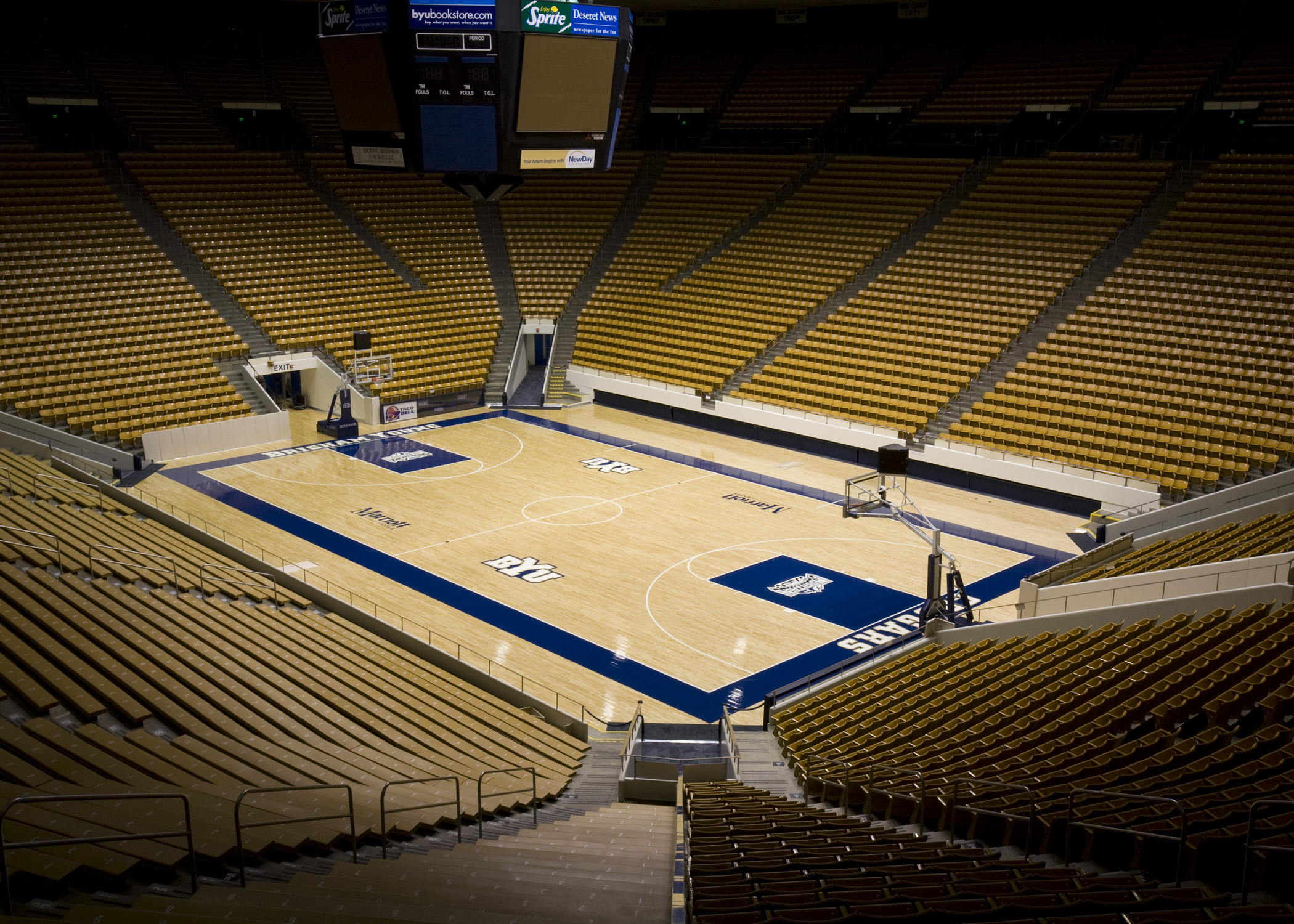
Centro Marriott (basquete)
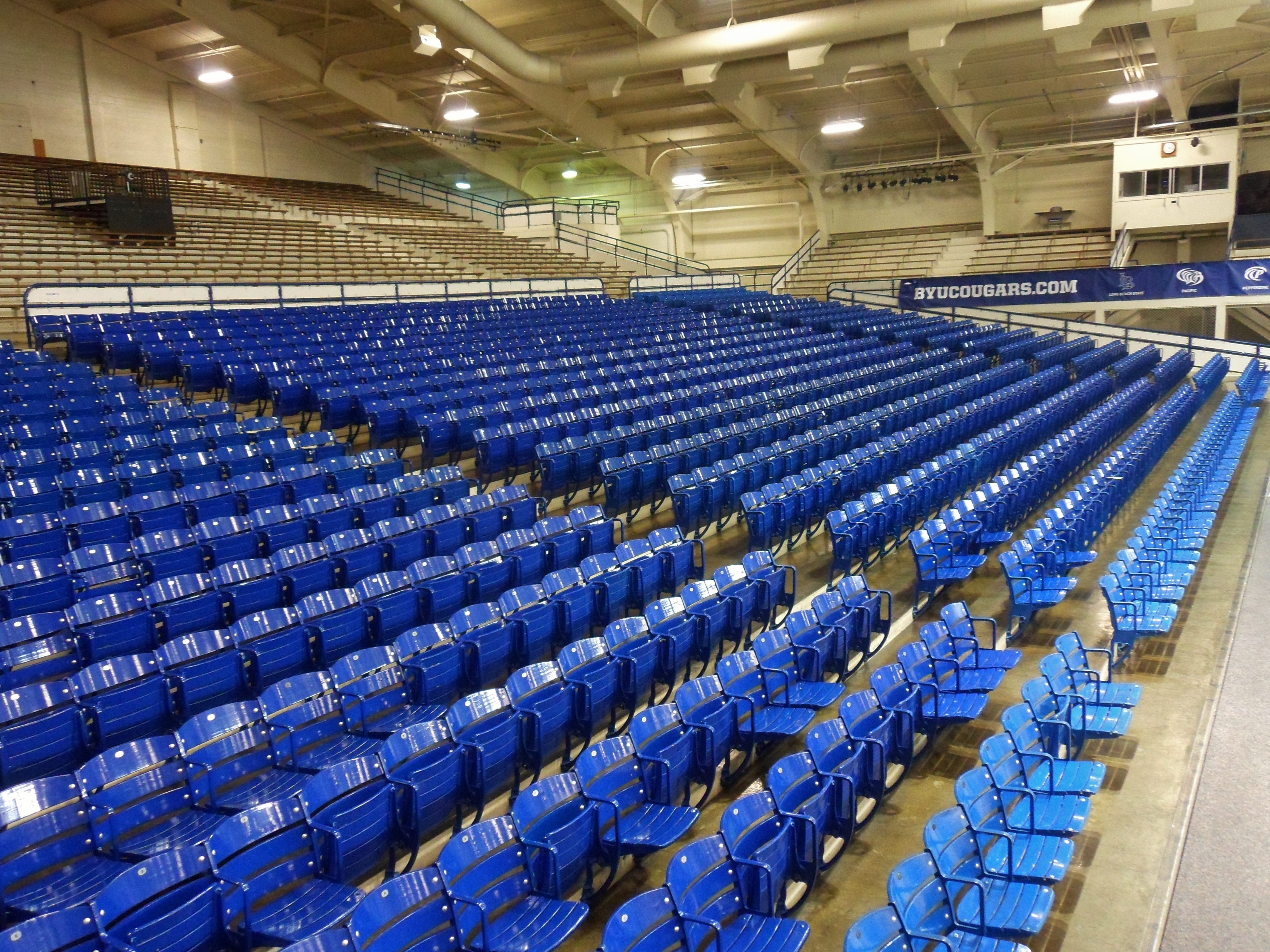
Salão George Albert Smith (vôlei)
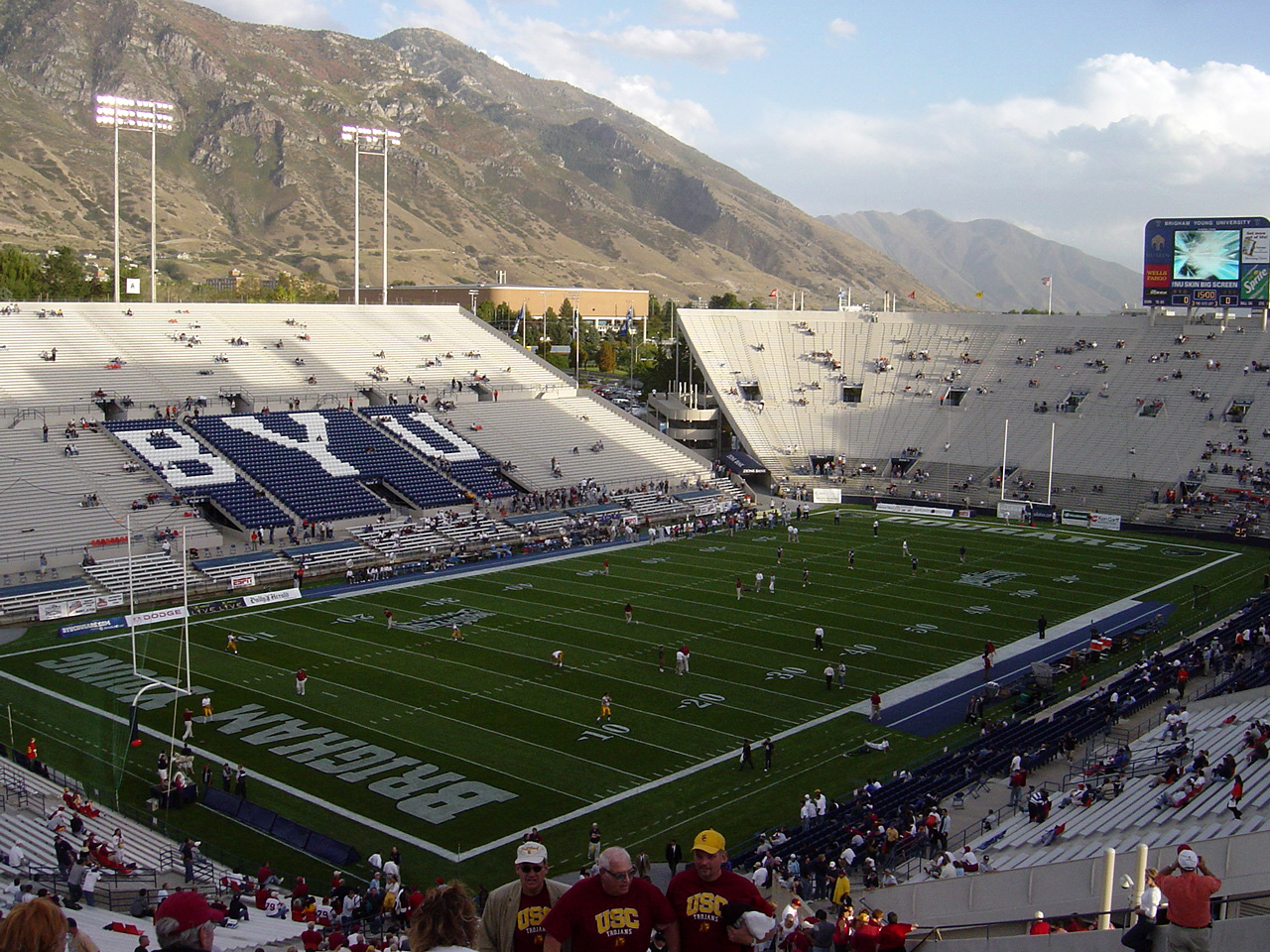
Estádio LaVell Edwards (futebol americano)
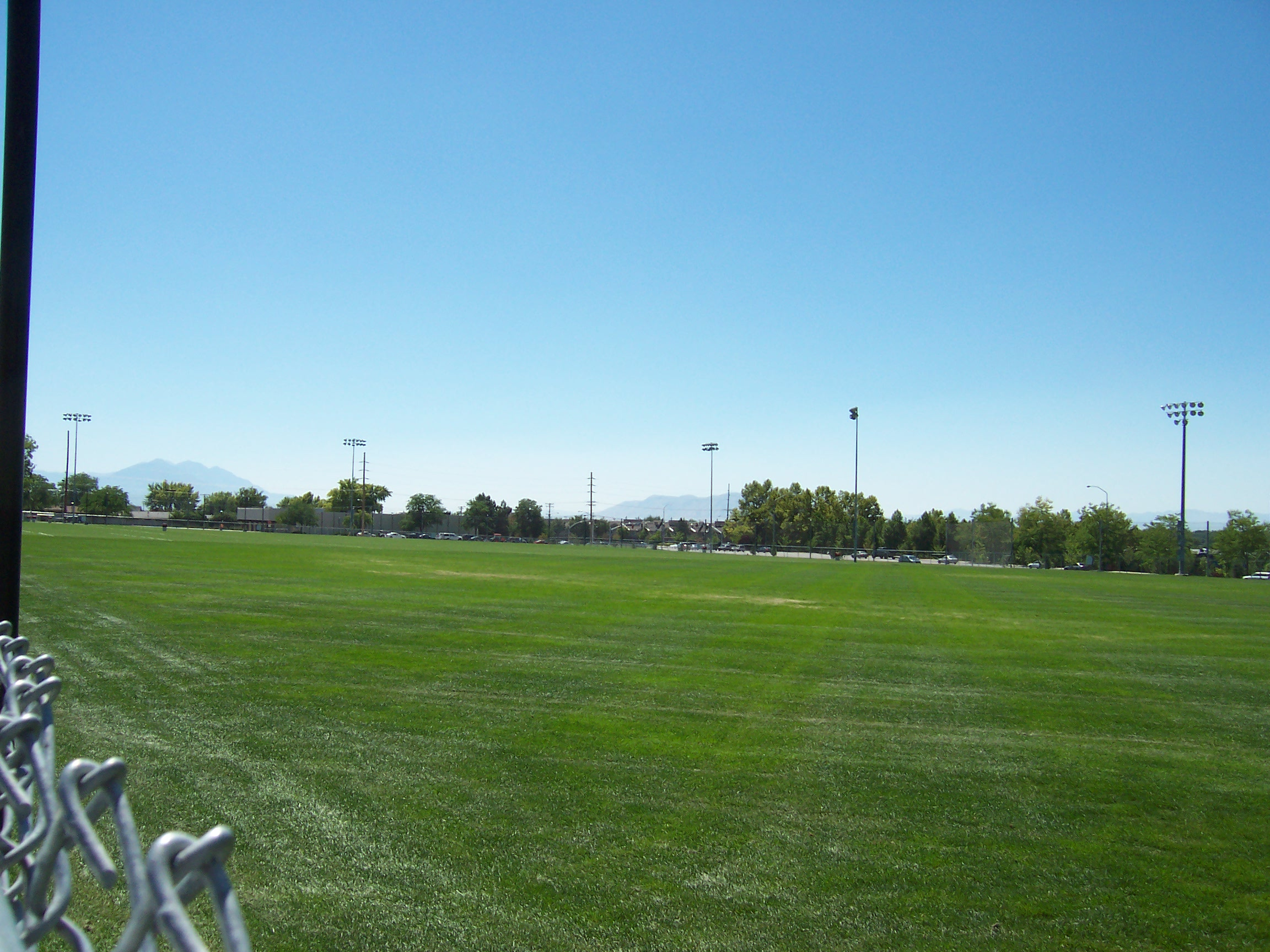
Campos universitários do norte (futebol internacional)